# 本杰明·哈里森
本杰明·哈里森（英語：Benjamin Harrison，1833年8月20日—1901年3月13日）是美国政治家兼律师，于1889至1893年出任第23任美国总统。他的祖父威廉·亨利·哈里森是第九任美国总统，两人是美国历史上仅有的爷孙总统。他的曾祖父本杰明·哈里森五世是美国开国元勋，曾签署《独立宣言》。
哈里森生于俄亥俄河畔农场，在俄亥俄州牛津的迈阿密大学毕业。移居印第安納波利斯后，他成为印第安纳州知名律师、长老会领袖和政治家。南北战争爆发后，他在联邦军服役，官拜上校，1865年又获联邦参议院批准加衔准将。1876年竞选印第安纳州州长失利后，印第安纳州议会推举哈里森担任该州联邦参议员，任期从1881至1887共计六年。
哈里森在1888年大选中战胜在任民主党总统格罗弗·克利夫兰。美国在他担任总统期间通过许多史无前例的经济法案，如麦金莱关税的保护主义税率创历史新高，还有开创反垄断法先河的《休曼反垄断法》。他任内通过的《1891年土地修订法》所附修正案还推动建立国家森林保护区。哈里森担任总统期间，共六个西部新州加入联邦，他还令美國海軍朝现代化方向大步迈进，实力显著提升。哈里森实施积极外交政策，但他对联邦教育经费和确保非裔美国人投票权的提议没有通过。
哈里森任内的联邦政府开支首次突破十亿美元大关，其中大部分来自保护主义关税收入。开支问题一定程度上导致共和党在1890年中期选举失利，而且高关税和高联邦支出渐失民心，哈里森也在1892年美国总统选举中不敌克利夫兰。他下台后回到印第安纳波利斯继续当律师，1899年又代表委内瑞拉共和国与英国谈判英属圭亚那边境争端，为此还前往裁定争端的巴黎法院，短暂停留后返回印第安纳波利斯。1901年，本杰明·哈里森在印第安纳波利斯的家中死于流感并发症。许多人称赞哈里森对非裔美国人投票人贡献良多，历史学家和学者虽然觉得他无论私人还是公职方面的品行都无可挑剔，但在美国总统排名时大都把哈里森排在靠后位置。

## 家族和教育

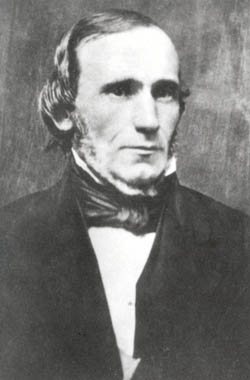
约翰·斯科特·哈里森

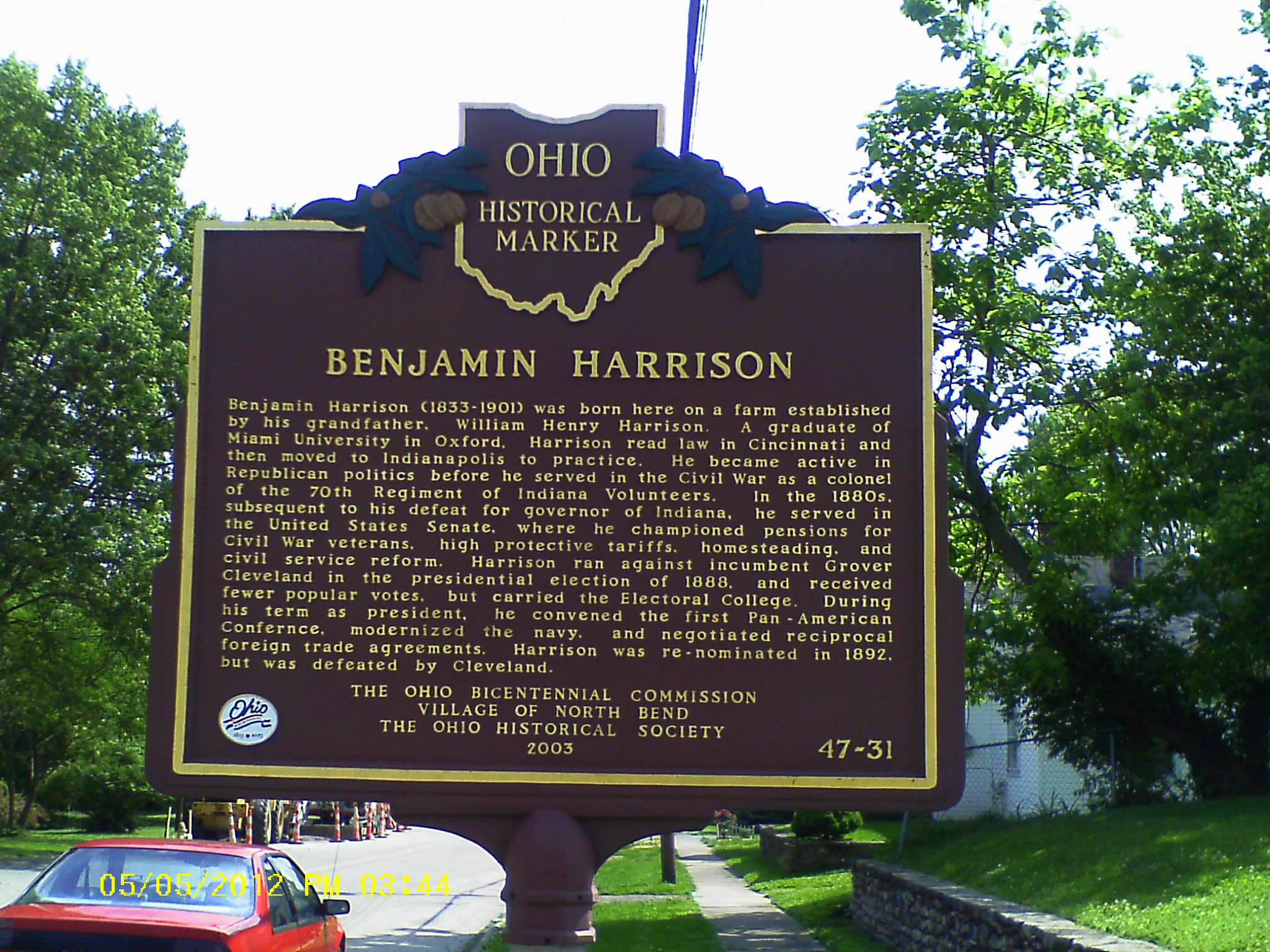
位于俄亥俄州北本德的本杰明·哈里森出生地标志

本杰明·哈里森1833年8月20日在俄亥俄州汉密尔顿县北本德（North Bend）出生，在父亲约翰·斯科特·哈里森（John Scott Harrison）和母亲伊丽莎白·拉姆西·哈里森（Elizabeth Ramsey Harrison，本姓欧文）十个孩子中排行第二。父亲祖上来自英格兰，17世纪30年代移民弗吉尼亚殖民地的先辈也叫本杰明·哈里森，抵达詹姆斯敦后发展成哈里森家族。哈里森完全是英格兰血统，所有祖先都在殖民早期来到北美。
哈里森的祖父威廉·亨利·哈里森是第九任美国总统，曾祖父本杰明·哈里森五世是美国开国元勋，曾签署《独立宣言》并担任弗吉尼亚州州长，哈里森已经是家族中第八个全名“本杰明·哈里森”的成员，但他依然就叫本杰明·哈里森，没有“八世”后缀。
爷爷当上总统时哈里森只有七岁，没有参加就职典礼。虽然家族显赫，但哈里森家境一般。父亲约翰是两任俄亥俄州联邦众议员，把大部分农场收入投入孩子的教育。家中资源有限，但哈里森的童年很快乐，经常在外钓鱼和打猎。

弗吉尼亚州哈里森家族盾徽

哈里森起初在离家不远的小木屋求学，父母后来请家教辅导大学预科课程。1847年，14岁的本杰明与哥哥欧文（Irwin）进入俄亥俄州辛辛那提附近的农民学院（Farmer's College），在此学习两年期间，他结识学校科学教授兼长老会牧师约翰·威瑟斯彭·斯科特（John Witherspoon Scott）的女儿卡罗琳·“凯莉”·拉维尼亚·斯科特（Caroline "Carrie" Lavinia Scott），两人后来结为夫妇。
1850年，哈里森转校牛津邁阿密大學并于1852年毕业。他加入φδθ兄弟会，此后一直与会员保持联系。他还加入允许双重兄弟会成员资格的塔奇兄弟会（法律兄弟会）。哈里森的同学包括未来的六任联邦众议员约翰·亚历山大·安德森（John Alexander Anderson），1892年大选副总统候选人、哈里森的竞选搭档怀特劳·里德（Whitelaw Reid）。迈阿密大学的历史和政治经济学教授罗伯特·汉密尔顿·毕晓普（Robert Hamilton Bishop）对哈里森影响很大。在校期间他还加入長老宗教会，此后和妈妈一直信奉长老宗。

## 婚姻和早期事业

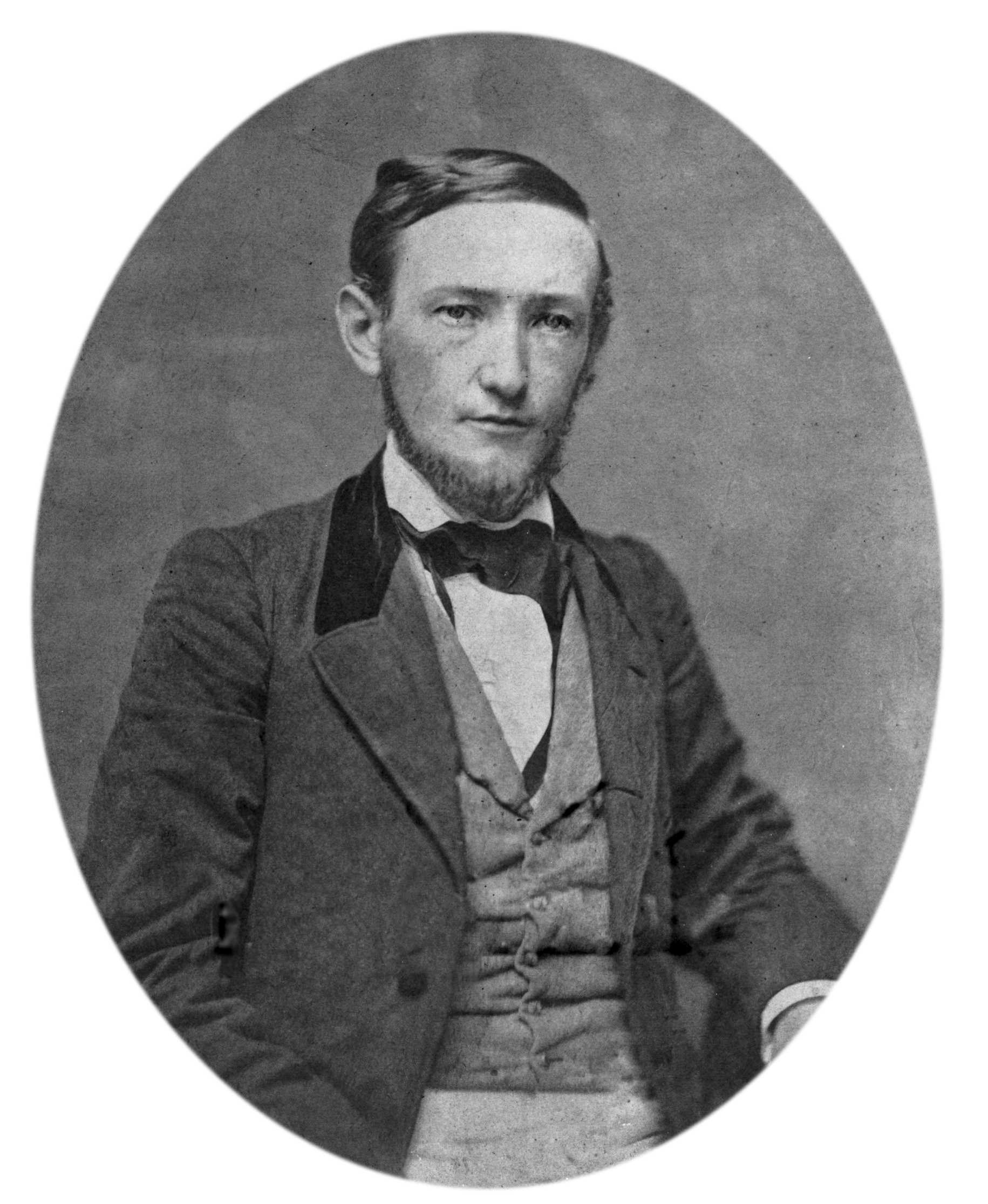
1850年左右的本杰明·哈里森

1852年毕业后，哈里森在辛辛那提贝拉米·斯托勒（Bellamy Storer）法官手下实习，但实习期未满就于1853年10月20日返回牛津迎娶卡罗琳·斯科特，婚礼由岳父大人主持。哈里森夫妇共有两个孩子，长子罗素·本杰明·哈里森（Russell Benjamin Harrison）在婚后第二年诞生，女儿玛丽·哈里森·麦基（Mary Harrison McKee）1858年降世。
哈里森带夫人回父亲位于俄亥俄州西南部的农场生活，完成实习期后于1854年初通过该州律师执业资格考试。这年他卖掉姑妈的遗赠，用得来的800美元（相当于2024年的$27,997）和卡罗琳迁居印第安纳州印第安納波利斯。哈里森同年开始在约翰·雷（John H. Ray）的律师事务所执业，并当上该市联邦法院的街头公告员，日薪2.5美元。此外，他还在联邦索赔法院任事务专员。哈里森是印第安纳波利斯私营紳士俱樂部“大学俱乐部”和校友俱乐部的创始人，还是两家俱乐部的首任主席。哈里森夫妇加入印第安纳波利斯第一长老会教堂并担任领导职务。
哈里森在辉格党家庭环境长大，起初认可该党政治理念，但1856年共和党成立后很快加入新党，并为党派总统候选人约翰·弗雷蒙特（John C. Frémont）摇旗呐喊。1857年，哈里森当选印第安纳波利斯市检察官，年薪400美元（相当于2024年的$13,499）。
1858年，哈里森与威廉·华莱士（William Wallace）合伙开办华莱士与哈里森律师事务所。1860年，他当上印第安纳州最高法院判例报道员。哈里森积极支持共和党党纲，曾任州共和党委员会书记员。华莱士1860年当选县书记员后，哈里森与威廉·菲什贝克（William Fishback）另创菲什贝克与哈里森律师事务所，一直合作到南北战争爆发、哈里森加入联邦军时止。

## 南北战争

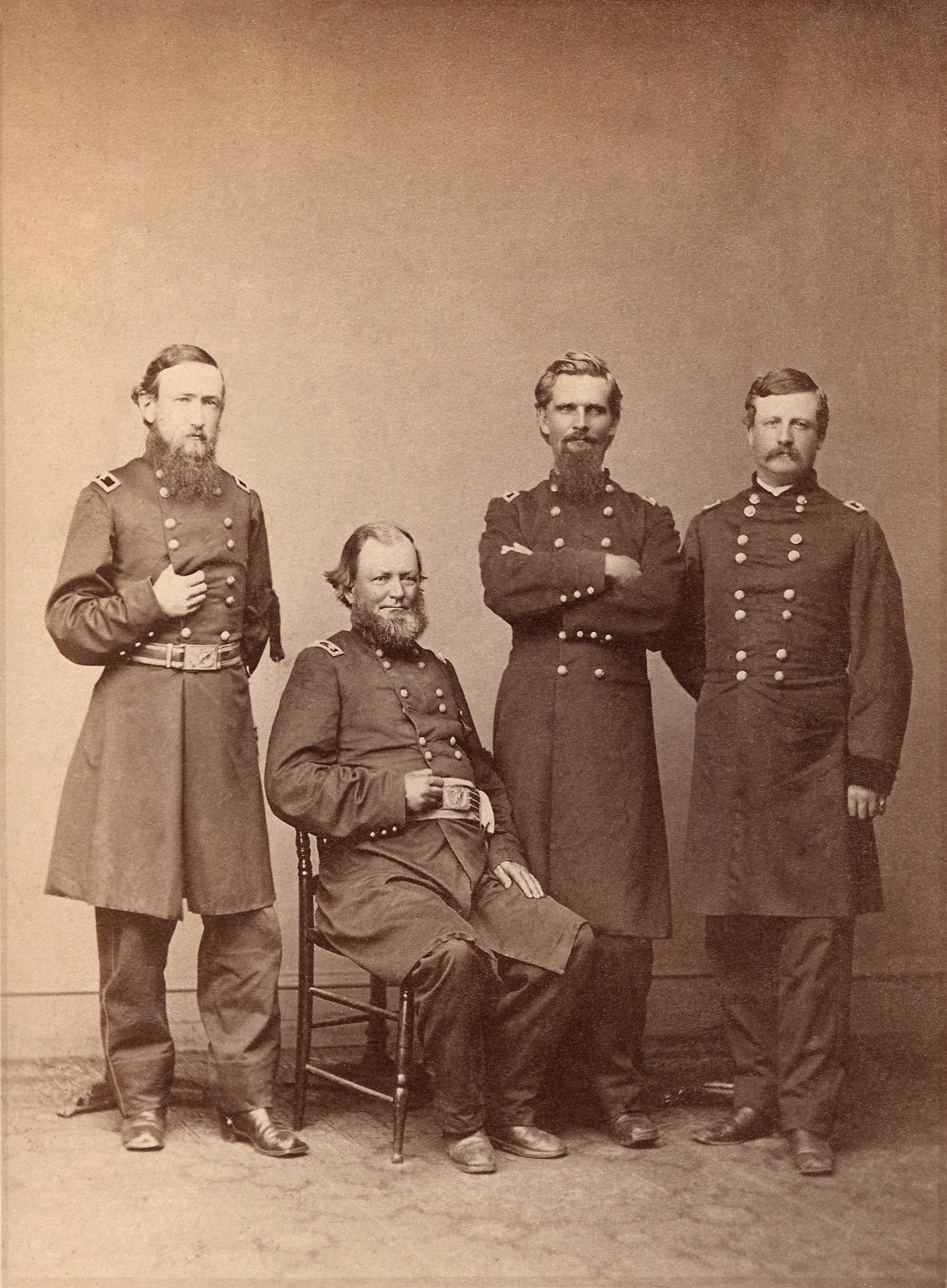
哈里森少将（左）与第二十军其他军官，摄于1865年

1862年，亚伯拉罕·林肯总统在南北战争时呼吁希望更多人参军报国，使哈里森有意参军，但又担心妻儿子女的经济来源。造访奥利弗·莫顿州长期间，哈里森对响应总统号召的人数不足深感忧虑，他下定决心并对州长说：“哪里有需要我都去”。
莫顿请哈里森协助招募军人，不一定需要他服役。哈里森在印第安纳州北部各地招兵买马，兵力达到团级规模。莫顿请他当团长，但没有从军经验的哈里森谢绝好意。他先是1862年7月22日获封上尉并任连长，半个月后莫顿又于8月7日授予他上校军衔。8月12日，新成立的印第安纳第70步兵团（70th Indiana Infantry Regiment）划归联邦政府统领，前往肯塔基州路易维尔加入联邦军。
第70步兵团前两年基本是在侦察并守卫肯塔基州和田纳西州铁路。1864年，哈里森随团投身威廉·特库姆塞·舍曼指挥的亚特兰大战役转战前线。1月2日，他晋升第20军第一师第一旅旅长，率军参与雷萨卡（Resaca）、卡斯维尔、新希望教堂（New Hope Church）、洛斯特芒廷、肯尼索山（Kennesaw Mountain）、玛丽埃塔（Marietta）、桃树溪（Peachtree Creek）和亚特兰大（Atlanta）的战斗。舍曼的主力开始向大海进军后，哈里森的旅转移到埃托瓦军分区并投身纳什维尔之战（Battle of Nashville）。
1865年1月23日，林肯提名哈里森任美国志愿军加衔准将，军衔当天生效，参议院于2月14日确认提名。哈里森前往华盛顿哥伦比亚特区参加联邦军大阅兵，后在同年6月8日退伍。

## 战后经历

### 印第安纳州从政
1864年10月，还在联邦军服役的哈里森再次当选印第安纳州最高法院判例报道员，他当时根本没有争取公职，但此后四年多一直出任该职位。判例报道员负责为法院起草判决寻找判例和文献，之后再公布法官下达的判决，虽没什么政治权力，但能为哈里森带来稳定收入，他后来还把资料卖给法律专业人士。退伍后哈里森继续在印第安纳波利斯经营律师事务所，练就精湛的庭辩技巧，是印第安纳州屈指可数的大牌律师。
1869年，尤利西斯·格兰特任命哈里森在民事案件中代表联邦政府应诉，原告兰布汀·普尔迪·米利根（Lambdin Purdy Milligan）在1864年被判叛國罪名成立，但这起战时叛国案引起极大争议，米利根诉讼案后来成为联邦最高法院的里程碑案件。民事案由印第安纳波利斯的印第安纳联邦巡回法院审理，在该院演变成“米利根诉哈维案”。陪审团裁决米利根胜诉，但不支持他高达数十万美元的索赔要求，最后他只得到象征意义的五美元赔偿且无需承担诉讼费用。

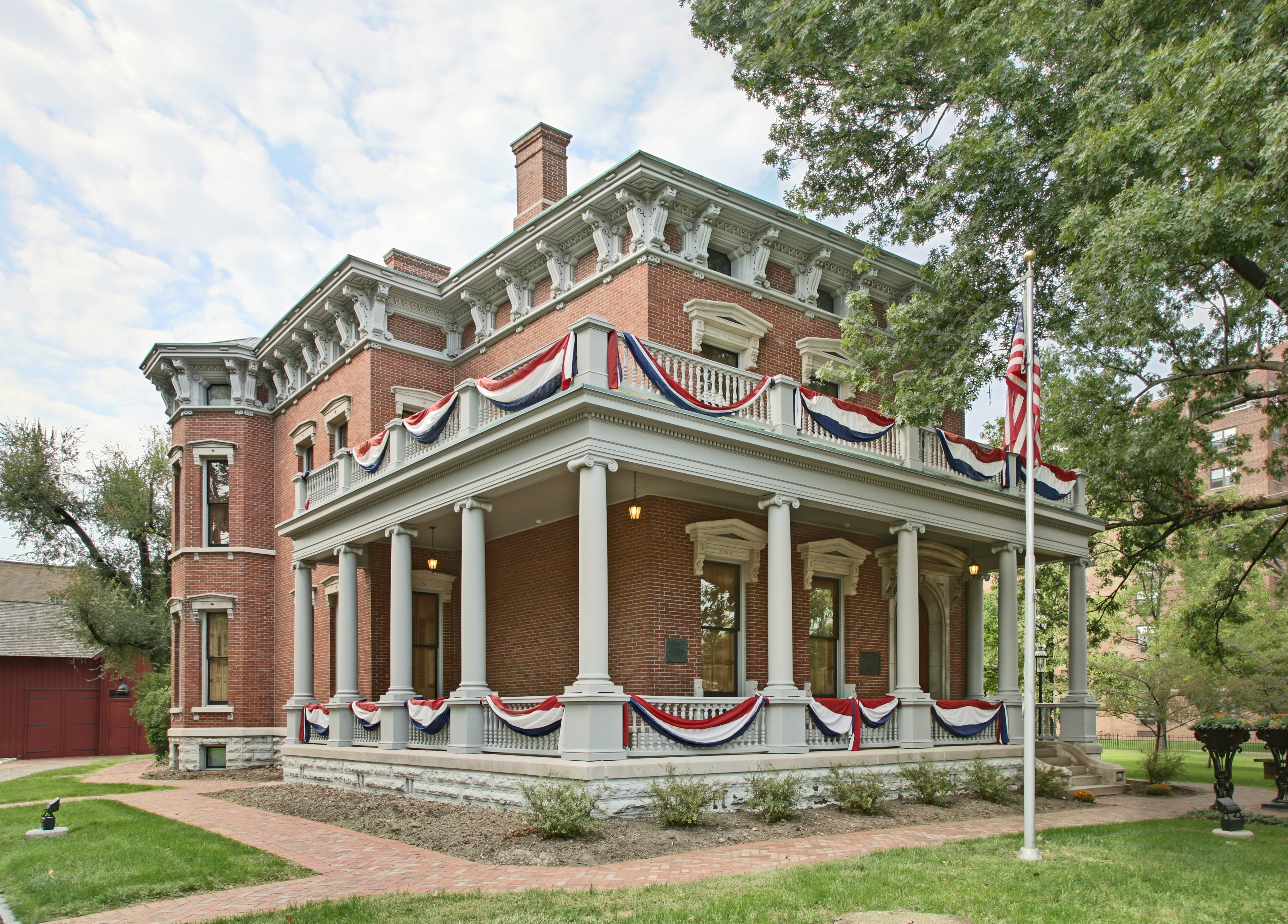
印第安納波利斯本杰明·哈里森总统故居

哈里森的名望与日俱增，地方共和党人促请他竞选国会议员。起初他在政坛只是为其他共和党候选人演讲宣传，为此深得同侪赞誉。1872年，哈里森出马争夺印第安纳州州长的共和党候选人席位，但前州长莫顿更支持托马斯·布朗（Thomas M. Browne），故而哈里森首次竞选州政府公职以失败告终。哈里森继续当律师，事业风生水起，虽遇到1873年恐慌，但还是赚到足够的钱于1874年在印第安纳波利斯新建别墅。与此同时，他继续代表共和党候选人演说并倡导党派支持的政策。
1876年，共和党州长候选人戈德洛夫·斯坦·奥思（Godlove Stein Orth）因身陷丑闻退出选举，哈里森接受党派邀请参选。他的竞选聚焦经济政策，主张贬值美元。普选结果，全州有效选票共43万4457张，哈里森以5084票的微弱劣势不敌民主党候选人詹姆斯·威廉姆斯（James D. Williams）。经过此役，哈里森在印第安纳州政坛已颇具地位。1877年铁路大罢工波及印第安纳波利斯时，他建立民兵组织支持企业主和高管，协助调解工人和管理层达成协调，防止罢工范围扩大。
1878年，印第安纳州联邦参议员莫顿在任上去世，共和党提名哈里森填补空缺，但党派在负责选举联邦参议员的州议会不占多数，民主党议员把丹尼尔·沃赫斯（Daniel W. Voorhees）送到国会山。1879年，拉瑟福德·伯查德·海斯总统任命哈里森进入密西西比河委员会，负责该河境内改进。哈里森还是1880年共和党全国大会代表，詹姆斯·艾布拉姆·加菲尔德最后赢得党派提名。

### 印第安纳州联邦参议员

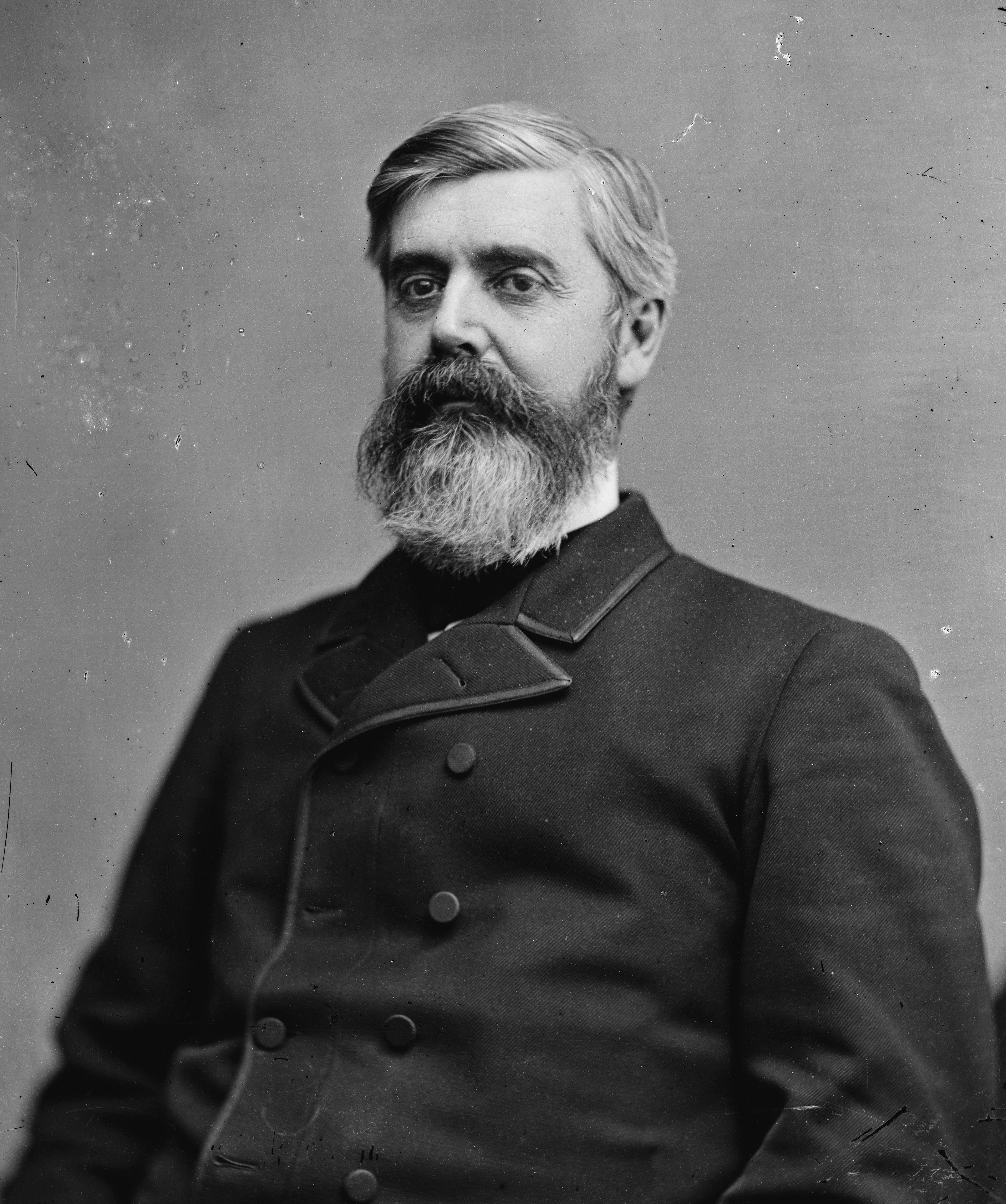
葛礼山（图）是哈里森在印第安纳州共和党内的竞争对手

哈里森带领印第安纳州共和党代表团参加1880年党派提名大会，外界普遍认为他将是该州的联邦参议员候选人。他在印第安纳州和纽约州演讲支持加菲尔德，党内声望进一步提升。共和党重夺州议会多数席位后，哈里森虽面对党内人士、葛礼山法官的激烈竞争，但还是在州议会投票中笑到最后，获六年联邦参议员任期。加菲尔德赢得1880年总统大选后邀请哈里森到内阁任职，但他谢绝邀请，决定继续当参议员。
哈里森的参议员任期从1881年3月4日开始持续到1887年3月3日，第47届美国国会期间任运输路线委员会主席，第48和49届国会时任领土委员会主席。
预算盈余是1881年哈里森参议员面临的主要问题。民主党希望减少关税，限制政府收入；共和党想把钱用于境内改进并向南北战争退伍军人提供养老金。哈里森向党看齐，提倡向老兵或遗孀提供优厚养老金。他支持资助南方教育事业，特别是自由民子弟的教育，认为黑人必须接受教育才有望在政治和经济上与白人平等，但这些意见都沦为空谷足音。哈里森反对共和党支持的1882年排华法案，觉得该法同美国与中国已有条约冲突。
1884年，哈里森和葛礼山在1884年共和党全国大会争夺总统候选人提名，最后詹姆斯·G·布莱恩渔翁得利。哈里森在参议院提出的遗属抚恤金法案虽然通过，但却被格罗弗·克利夫兰总统否决。他尝试推动联邦接纳更多新州加入，但民主党从中作梗，不希望新州将更多共和党人送进国会。
1885年，民主党人推动印第安纳州议会重新划分选区，促使该党在全州共和党人占优的情况下占据州议会多数。1887年，哈里森竞选连任失利，民主党傑利蠑螈选区对此影响举足轻重。州参议院的表决结果两党平分秋色，最终州议会选择民主党人大卫·特尔佩（David Turpie）接替哈里森的席位。回到印第安纳波利斯的哈里森继续当律师，同时积极参与州内及全国政治事务。

## 1888年大选

### 提名

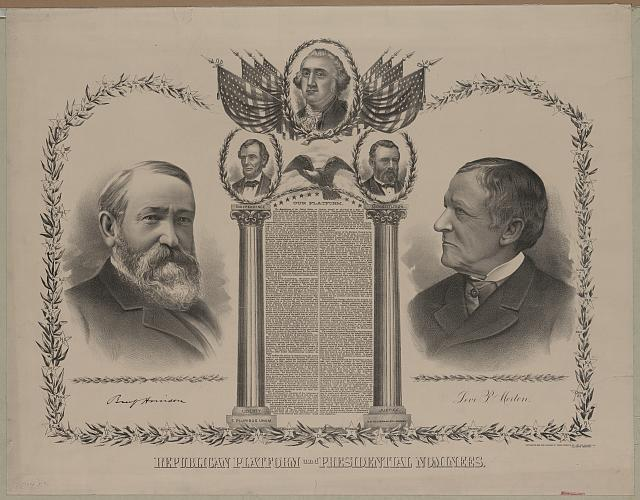
哈里森－莫顿竞选海报

缅因州的布莱恩本来最有望再度获共和党提名，但他多次致信表示无意参选，支持者于是另择良木，俄亥俄州的约翰·舍曼暂时领先。参与1888年共和党全国大会竞争的其他人选包括：纽约州的昌西·迪普（Chauncey Depew）、密歇根州的罗素·阿尔格（Russell Alger），以及哈里森的老对手、驻芝加哥联邦上诉法院法官葛礼山。布莱恩没有公开表态支持人选，但在1888年3月1日的信中表示所有候选人他最看好哈里森。
首轮投票舍曼领先，哈里森排第五，此后几轮结果基本一致。布莱恩的支持者另择良木，转投哈里森时巧遇其他代表不约而同。哈里森在第八轮投票以544票绝对多数胜出，其他人只有108票。纽约州的列维·P·莫顿成为副总统候选人。

### 战胜克利夫兰

1888年大选结果，红色表示共和党胜出，蓝色代表民主党占扰，数字指该州选举人票数

哈里森的竞选对手是在任总统克利夫兰，克利夫兰在四年前参选时抛弃传统的前门廊竞选，哈里森反其道而行之。他接待前来印第安纳波利斯拜访的代表团，在城里发表90余次声明。共和党的竞选极力鼓吹保护关税，吸引北方重要工业州支持贸易保护主义的选民。除摇摆州纽约、新泽西和康涅狄格外，哈里森的故乡印第安纳州也是选战焦点。两人平分秋色，哈里森拿下纽约州和印第安纳州。选民投票率达79.3%，选票总数近1100万，表明选民非常关注竞选议题。哈里森的普选票比克利夫兰少九万，但得到233张选举人票，远超对手的168张。江湖传言声称共和党通过贿赂操纵选举。10月31日，《印第安纳前哨报》刊登信件，据称是哈里森的朋友和支持者威廉·韦德·达德利（William Wade Dudley）所写，提议在五个选区贿赂选民确保哈里森胜出。哈里森对信中说法不予置评，但达德利此后几天继续在他的竞选团队工作。大选过后，哈里森再也没有和达德利说话。
哈里森不以政治利益充当交易筹码，但支持者以他的名义四下承诺。宾夕法尼亚州政坛大亨马修·奎伊（Matthew Quay）在大选中支持哈里森，希望新总统投桃报李，任命他进入内阁。哈里森拒绝后，奎伊听闻总统认为此次选举险胜纯属天意，奎伊愤怒之下宣称，哈里森根本不知道“有多少人为把他送上总统宝座冒着进监狱的风险”。哈里森的就职典礼适逢乔治·华盛顿1789年上任100周年，所以有“百年总统”之称。国会选举结果，共和党在众议院增加19席。

## 总统任期（1889至1893年）

### 就职和内阁
哈里森于1889年3月4日宣誓就职，首席大法官梅尔维尔·富勒主持典礼。他的演讲不长，只有爷爷威廉·亨利·哈里森的一半，威廉至今仍保有最冗长美国总统就职演说纪录。本杰明的演讲把国家成长归功于教育和宗教，敦促棉花产州和主要发展矿业的领地把工业化比例提升到东部州水平，承诺施行保护关税。针对商业领域哈里森表示：“如果我们的大公司更加认真遵守法律义务和责任，他们就不会再频繁抱怨权利受限或运作遭到干扰”。他还呼吁尽快接纳领地建州并加入联邦，退伍军人养老金的倡议引来热烈鼓掌。哈里森重申要以门罗主义指导外交方针，同时敦促海军现代化并建立商船武装。他承诺不干预外国政府事务，致力国际和平。
就职舞会在退休金大楼举行，約翰·菲利普·蘇沙指挥海军陆战队军乐队在场演奏，现场摩肩接踵。哈里森搬进白宫后感叹总统完全没有私生活：“总统办公室和他那名不符实的私人公寓之间只有一道门，而且从不上锁。应该在不远处建起行政办公楼，和住宅完全分开才对。其他从事公职人员的卧室和办公桌之间好歹都有开阔地隔开。”

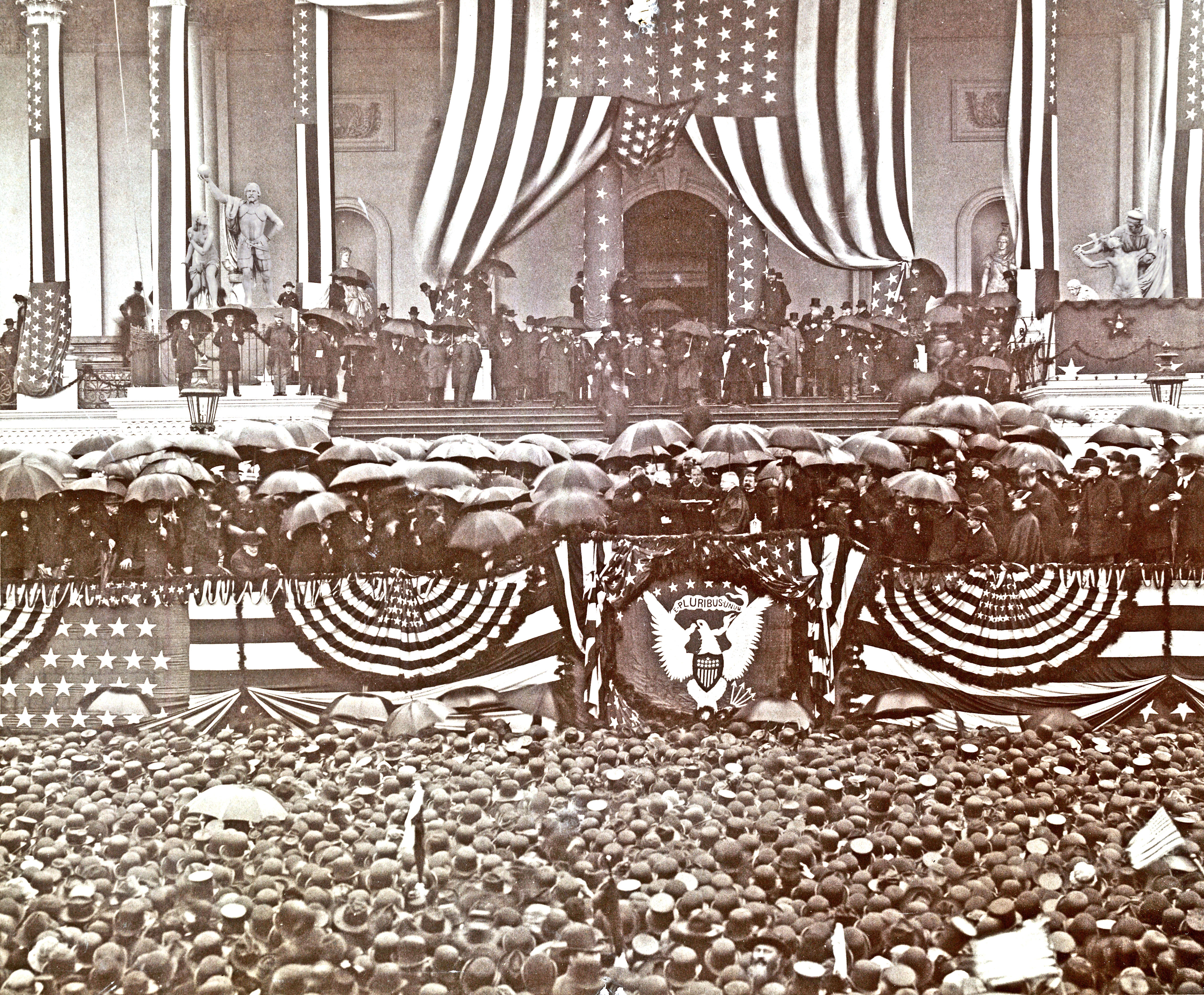
1889年3月4日，本杰明·哈里森宣誓就职，为他持伞的是上任总统克利夫兰

哈里森基本自行决定内阁人选，令共和党政治大亨颇感失望。外界普遍认为詹姆斯··布莱恩是国务卿位置的既定人选，但新总统有意拖延提名，确保布莱恩不能像加菲尔德上台时那样对新政府组建指手划脚。除布莱恩外，哈里森首度提名的内阁人选中只有战争部长雷德菲尔德·普罗克特（Redfield Proctor）是共和党政治大腕。伊利诺伊州共和党联邦参议员谢尔比·库隆（Shelby Cullom）对此表示，新总统极其反感利用联邦官职换取政治利益：“我觉得，哈里森对待我和其他参议员的态度没什么两样；就算他真为我做点什么的话，也肯定心不甘情不愿甚至感到愤怒。”新内阁大多与总统有某些共同点，如都在内战期间服役，都是印第安纳州公民或信奉长老宗。纽约州、宾夕法尼亚州和爱荷华州的共和党重要人物因此疏远哈里森，新总统为时过早地流失权力和政治前程。他的日程安排是每周两次内阁全体会议，并且每周与各成员单独会面。
1890年6月，邮政部长约翰·沃纳梅克和费城几位朋友在新泽西州开普梅县开普梅波因特（Cape May Point）买下大宅送给第一夫人卡罗琳。许多人觉得如此贵重的礼物形同贿赂，是报答总统内阁任命之举。哈里森头两周不予置评，然后自称一直想买这幢房子，只等卡罗琳同意。7月2日，他把一万美元（相当于2024年的$349,963）支票交给沃纳梅克，但从避嫌角度来说动作有些太慢。

### 公务员改革与养老金

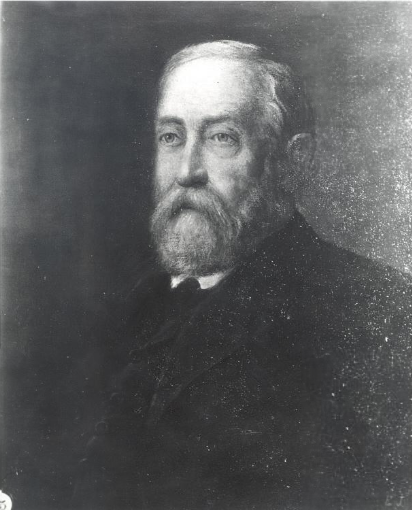
伊士曼·约翰逊所绘本杰明·哈里森肖像，估计是在1890至1900年完成

公務員改革是哈里森上台后的重要议题。哈里森竞选期间支持绩效制，反对獵官制。《彭德尔顿公务员改革法》已经规定部分公务员人事制度，但哈里森上任后第一个月的大部分时间还是用于拍板政治任命。国会对公务员改革分歧很大，哈里森也不想冒着疏远任何一方的风险解决问题。议题沦为政治皮球，并随漫画《两党都在踢皮球，我能怎么办？》（What can I do when both parties insist on kicking?）流传至今。哈里森任命倡导改革的西奥多·罗斯福和休·史密斯·汤普森（Hugh Smith Thompson）进入公务员委员会，此外基本不插手改革事务。

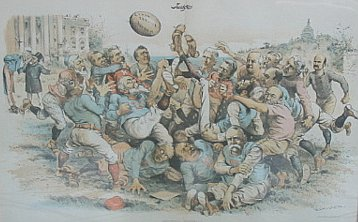
政治皮球

当上总统后，哈里森在国会时就开始倡导的南北战争老兵养老金终于落实，《遗属和伤残抚恤金法》（Dependent and Disability Pension Act）于1890年颁布。该法向无论因何致残的内战老兵提供抚恤金，把部分麻烦多多的联邦预算盈余耗尽。养老金在哈里森任内达到1.35亿美元（相当于2024年的47.2亿美元），在美国史上同类支出中创下最高纪录，这一定程度上是因为养老金管理局局长詹姆斯·R·坦纳（James R. Tanner）对申请抚恤金的要求大多从宽处理。内政部长约翰·威洛克·诺布尔（John Willock Noble）调查养老金管理局时发现，坦纳担任局长期间，该局存在铺张浪费和部分抚恤金发放不合法的情况。哈里森私下觉得当初就不该任命坦纳，这人工作太甩手掌柜而且口没遮拦，请坦纳主动辞职，然后安排格林·拉姆（Green B. Raum）继任。拉姆后来也受指控，称他以加快抚恤金发放中饱私囊。共和党国会议员的报告提出异议，认为指控不尽不实，所以哈里森没有撤换拉姆。
詹姆斯·克拉克森（James S. Clarkson）期望进入内阁，但哈里森只任命他担任助理邮政部长。克拉克森怀恨在心，一经上任就大开杀戒，以“每三分钟斩首（指开除）一名四级邮政局长”的行径臭名远扬。克拉克森自称“只是听从共和党委员会调遣......我只想赶快完成任务走人。”他后在1890年9月辞职。

### 关税

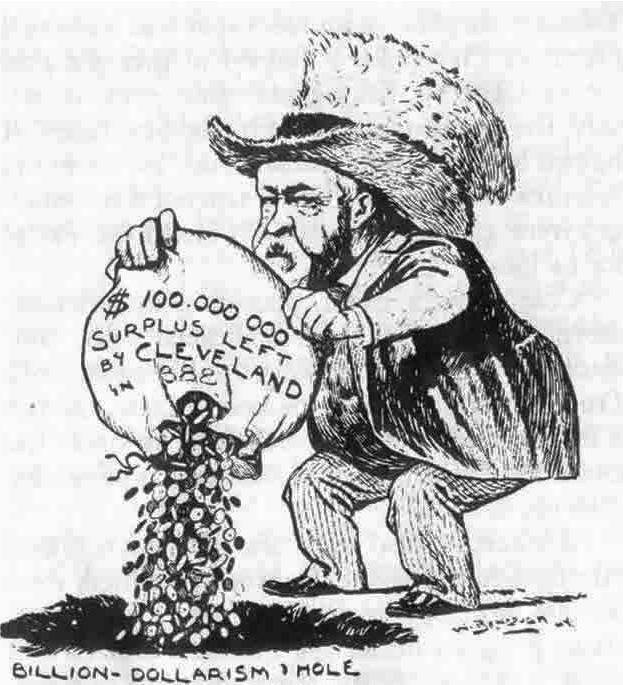
《顽童》杂志漫画讽刺哈里森和所谓“亿万美元国会”（指第51届国会）浪费财政盈余

关税在南北战争前就是美国政坛重大议题，1888年大选时已是争论焦点。高关税产生财政盈余，许多民主党人和越来越多的民粹主义者呼吁降低关税。但大部分共和党人倾向保持税率，把盈余资金用于境内改进，取消部分国内税。
众议员威廉·麦金莱和纳尔逊·奥尔德里奇（Nelson W. Aldrich）共同构建麦金莱关税，建议进一步提高关税，而且有意把部分税率提至明显太高。经国务卿布莱恩敦促，哈里森呼吁国会在麦金莱关税法案中增加互惠规定，授权总统在其他国家降低美国出口商品税率时投桃报李，降低该国商品税率，希望加大法案通过的机会。麦金莱关税取消进口食糖原料税率，并向国内种植糖类作物的农民提供每磅产品两美分补贴。麦金莱关税的平均税率创下美国历史新高，即便考虑互惠政策及总统减税也不例外，相应支出令第51届美国国会得名“亿万美元国会”。

### 反垄断法和货币

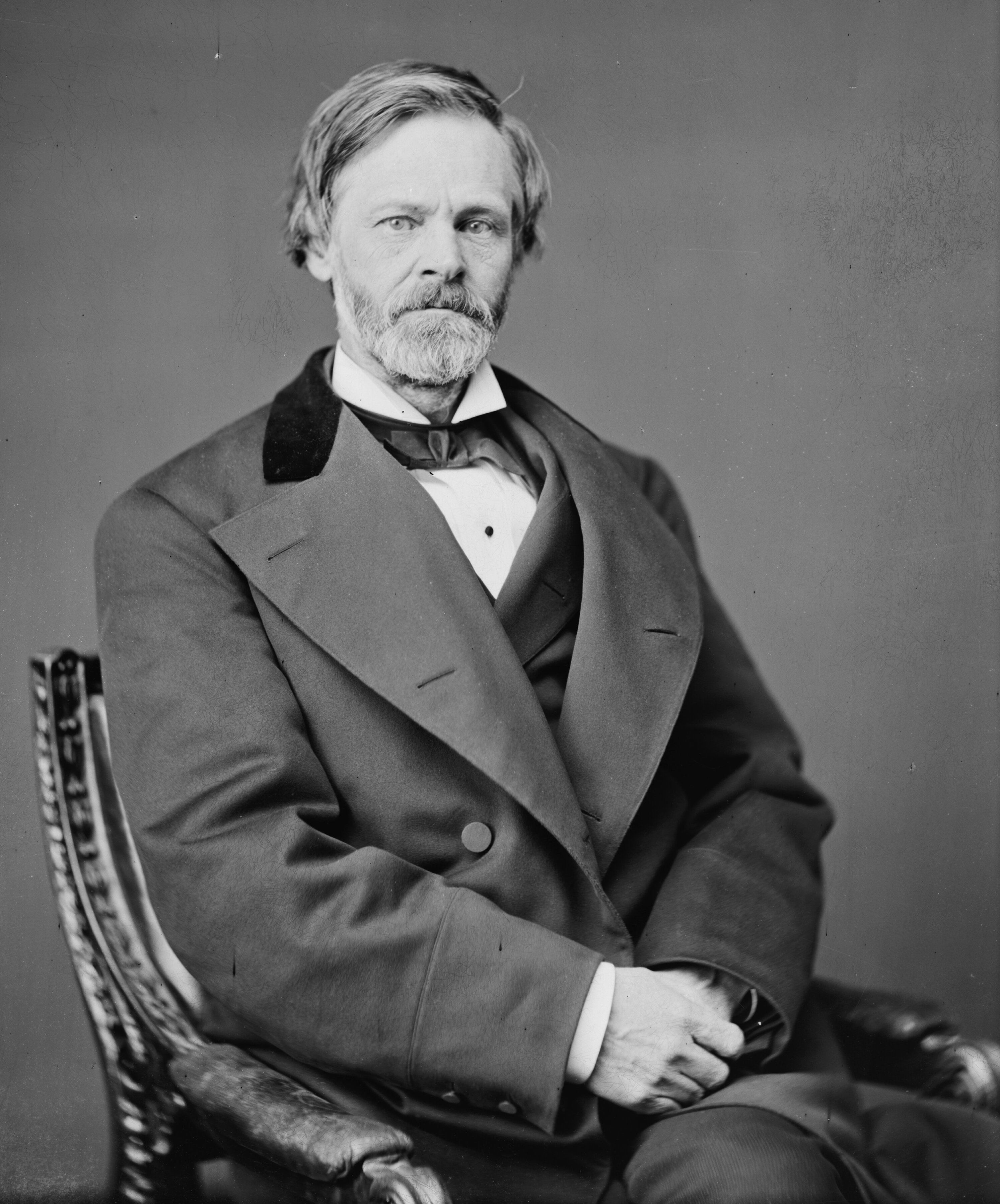
约翰·舍曼参议员（图）与哈里森密切合作，编写规管垄断和货币政策的法案

共和党和民主党都对托拉斯和垄断的权力增长感到忧虑。第51届国会开幕后，俄亥俄州约翰·舍曼参议员提出的《舍曼反垄断法》很快就以绝对多数在两院通过，再经哈里森签署成法律正式生效。《舍曼反垄断法》是首部联邦反垄断法，代表联邦政府新的权力发展方向。哈里森认可该法及其目标，但他领导的行政部门并不特别热衷执行。哈里森就职期间，联邦政府在针对田纳西州某煤炭公司的反垄断诉讼中取胜，还发起针对多家托拉斯的诉讼。
货币应采用金本位亦或金银复本位是19世纪80年代经常涌现、且各方立场反复无常的重要议题。党派内部也非铁板一块，西部共和党人和南部民主党人携手支持自由铸造银币，但东北部的两党人士坚决主张金本位。白银相对黄金的法定价值高于实际价值，促使纳税人用银支付政府账单，但国际债权人坚持只收黄金，导致美国黄金储备下降。但这话也得两头说，19世纪末全世界都在通货紧缩，严格的金本位已经导致收入减少，与此同时债务却保持不变，债权人和穷人因此呼吁白银货币化，促进通货膨胀。
白银铸币不是1888年大选的重要议题，据称哈里森倾向金银复本位。他提名支持白银货币化的威廉·温德姆出任财政部长，复本位人士深受鼓舞。哈里森力图不偏不倚，虽支持自由铸造银币，但主张白银价值不以固定比例与黄金挂钩。但各派系毫不领情，拒绝妥协。1890年7月，舍曼促使国会两院通过《谢尔曼白银采购法案》。哈里森签署法案，希望新法能为各方争执划上句点。但该法实际上令美国黄金储备日益枯竭，问题持续到克利夫兰再度上台才解决。

### 民权

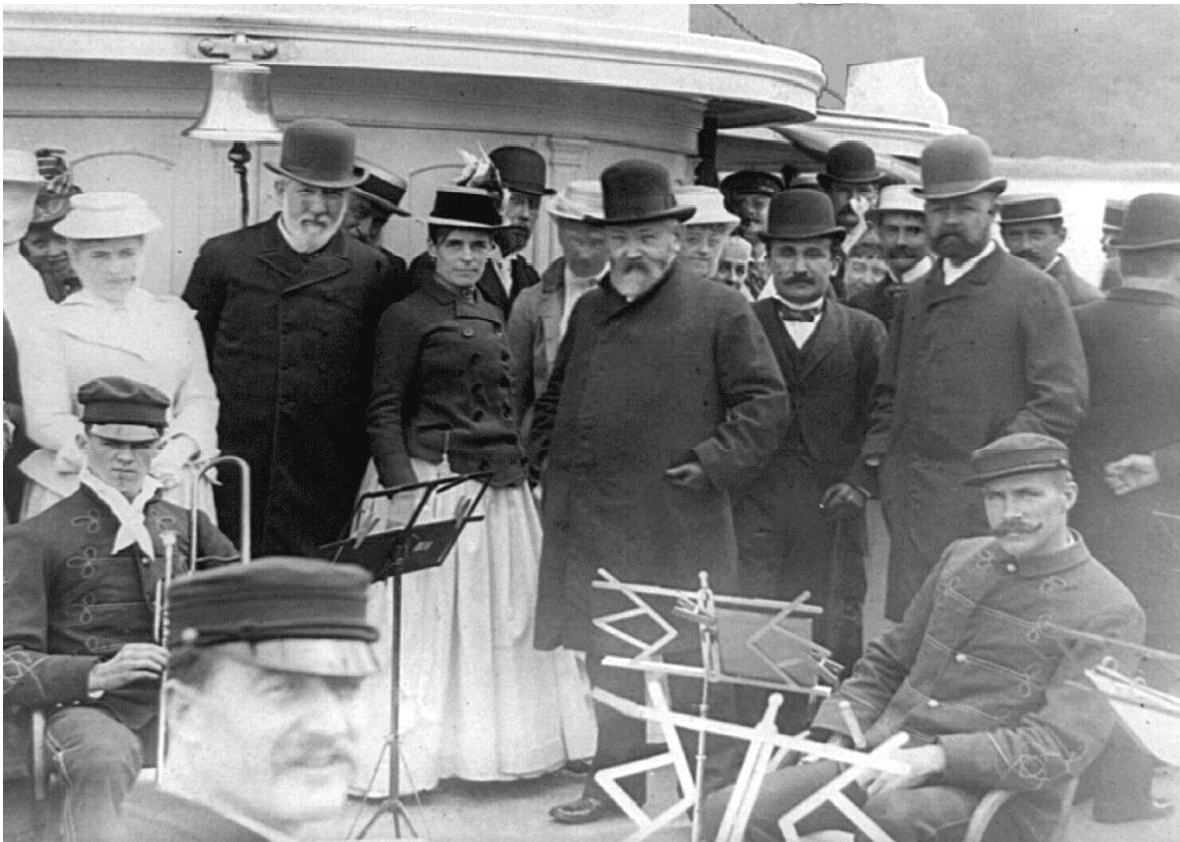
1889年缅因州近海船上的哈里森、布莱恩和联邦众议员亨利·卡伯特·洛奇

共和党重新取得两院多数席位后，部分议员在哈里森引领下尝试通过立法保护黑人公民权利。司法部长威廉·米勒（William H. H. Miller）经司法部下令起诉南方侵犯黑人投票权的行径，但基本由白人组成的陪审团经常将被告无罪开释甚至拒绝起诉。哈里森为此敦促国会通过法案“确保所有人都能自由行使选举权及宪法和法律规定的其他所有公民权利”。总统公开支持亨利·卡伯特·洛奇众议员和乔治·弗里斯比·霍尔（George Frisbie Hoar）参议员的联邦选举法，但法案未获参议院通过。哈里森此后继续在国会讲话时倡导非裔美国人公民权利，其中又以1889年12月3日的演说最富盛名：
有色人种不是闯到我们这儿来，而是用镣铐绑来并关在各地，如今依然受残酷的奴隶法规管束……黑人何时才能自由投票，到底还要有什么条件？什么时候才能真正拥有那些法律上早已属于他们的公民权利？什么时候政府才能恢复既有主张，保护所有公民的权利……我们国家有许多地方有色人口众多，但却采取形形色色的手段确保他们无法有效行使政治权利并享有其他许多公民权利。错误不会自行消逝，也不会让被压制投票权的人屈服。联邦每个选区都有错。
总统强烈质疑各州的民权历史，称如果州权高于公民权利，那么“我们就有权质问他们有何打算”。哈里森支持亨利·布莱尔（Henry W. Blair）向任何族裔学府提供联邦资助的法案；他还支持以宪法修正案推翻最高法院对1883年一系列民权案件的判决，这些判决宣告《1875年民权法》大部分规定违宪。但是，这些倡议在国会最终都沦为空谷足音。

### 国家森林
1891年3月，哈里森签署国会通过的《1891年土地修订法》（Land Revision Act of 1891）。两党都希望开恳当时已划归公共领域的过剩土地，为潜在的移民定居或铁路修建打基础，故制订该法。内政部长诺布尔在法案即将定稿时根据哈里森的要求加入第24款，内容如下：
合众国总统有权不时将任何州或领地上种有森林的公共土地另行保留，任何部分或全部由乔木或灌木覆盖的公共用地无论是否有商业价值，总统都能通过公开宣告将其另行保留并说明各项限制。
哈里森在新法颁布第一个月就授权建立首个森林保护区，是怀俄明州境内的公共土地，离黃石國家公園很近。他在任期间指定的森林保护区总面积超过890万公顷。哈里森还开史前印第安遗址保护先河，给予亚利桑那州的卡萨格兰德（Casa Grande）联邦保护。

### 印第安人政策
哈里森执政期间，原本只在南达科他州境内保留地活动的拉科塔苏族在巫医沃沃卡（Wovoka）影响下渐趋失控，沃沃卡鼓动他们参加人称“鬼舞”的精神运动。联邦政府许多人不知道鬼舞本质上是宗教活动，以为是好战分子聚集美洲原住民对抗政府。1890年12月29日，第七骑兵团将士与苏族在伤膝河发生冲突，屠杀至少146名苏族人，死者埋入万人坑，其中许多是妇女和儿童。事件发生后，哈里森下令尼尔森·迈尔斯（Nelson A. Miles）少将调查，并派3500名联邦将士进入南达科他州，动乱随后偃旗息鼓。历史学家认为伤膝河之战是19世纪最后一次大规模印第安人战争。哈里森整体支持美洲印第安人融入白人社会，虽然发生这样的屠杀，但他认为政策效果良好。哈里森的政策人称配发体系，在道斯法案落实并获自由改革派认可，但因印第安人已把大部分土地低价卖给白人投机商，事实证明该法最终对印第安人不利。

### 科技和海军现代化

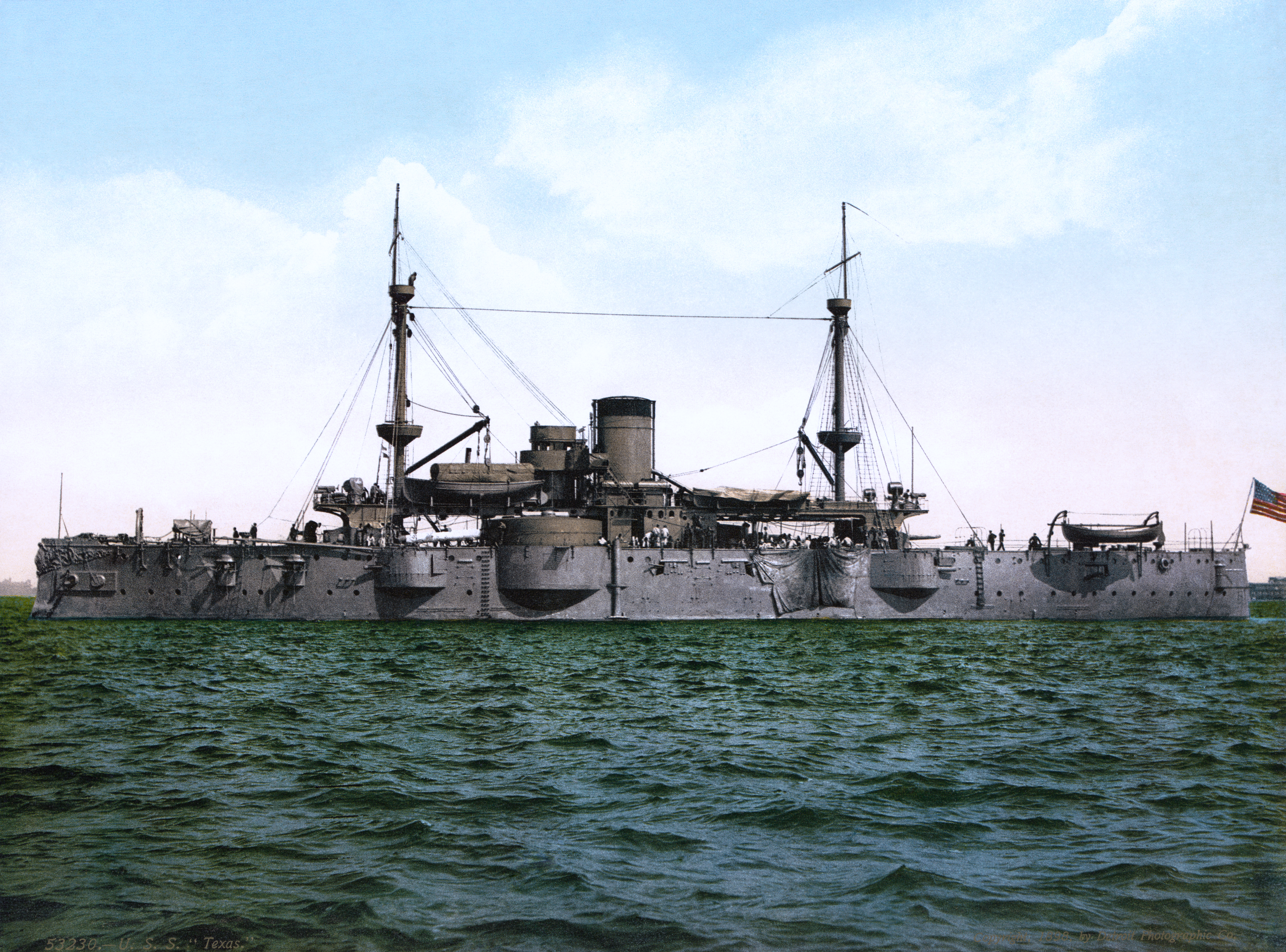
1892年建成的德克萨斯号战舰是美国第一艘战舰

美国科技在哈里森任内持续进步，他是确知首位声音保存下来的美国总统，录音长36秒，是1889年詹尼·贝蒂尼（Gianni Bettini）为蜡筒留声机制作。白宫也是在哈里森任职期间通电，由爱迪生通用电气公司安装，但他和卡罗琳都怕触电不敢去碰开关，晚上睡觉往往也开着灯。
哈里森任内推动技术发展，提升海军实力。美国海军在他上任时仅两艘战舰，他在就职演讲中宣布要“尽快并完美地建造足够军舰及必要军备”。经海军部长本杰明·特雷西（Benjamin F. Tracy）带头，美国快速建造战船，不到一年就获国会授权新建印第安纳号、德克萨斯号、俄勒冈号和哥伦比亚号战舰（Columbia）。经卡内基公司助力，1898年美国已成为名符其实的海军强国，拥有至少十艘钢铁外壳、排水量更大，军备更充足的现代战舰，其中七艘是在哈里森任内开建。

### 对外政策

#### 拉丁美洲和萨摩亚
哈里森和国务卿布莱恩交情一般，但都主张对其他国家采取积极外交政策并保持商业互惠。布莱恩身体状态不佳，外交政策实施需要哈里森投入大量精力。1891年巡游全国期间，哈里森在旧金山宣布美国已进入贸易“新纪元”，持续扩张的海军将保护海洋运输，加大美国在其他国家的影响和声望。1889年，首届泛美会议在华盛顿哥伦比亚特区举行；哈里森任命约翰·亨德森（John B. Henderson）和安德鲁·卡内基为首的两党代表团参加会议，制订的议程雄心勃勃，包括海关与货币一体化。阿根廷代表团对大会心怀疑虑，受其影响，会议陷入相互怀疑的氛围，最后未取得任何外交突破。不过，大会创立的信息中心之后发展成泛美联盟。为改善外交僵局，哈里森和布莱恩与拉美国家谈判关税互惠，任内共与八个国家达成互惠条约。哈里森派弗雷德里克·道格拉斯出任驻海地大使，但未能实现在该国建立海军基地的目标。
1889年，美国、英国和德意志帝國因萨摩亚群岛争端陷入僵局。历史学家乔治·雷登（George H. Ryden）的研究结果表明，哈里森在谈判期间对各方面都持坚定立场，为美国取得太平洋前哨基地立下汗马功劳。他拒绝给予德国补偿，提出选择当地人自行统治，并建立三国保护国，这也是美国首次成为宗主国，为美国未来主导太平洋迈出一大步。国务卿布莱恩因腰痛并发症缺席谈判。

#### 欧洲禁运美国猪肉
欧洲许多国家出于担心未证实的旋毛蟲病疫情而在19世纪80年代禁止美国猪肉进口，美国此时每年产出猪肉超过4.5万吨，产值八千万美元（相当于2024年的28亿美元）。哈里森派美国驻法大使怀特劳·里德、驻德大使威廉·沃尔特·菲尔普斯（William Walter Phelps）设法立即恢复猪肉向这些国家的出口。哈里森还促使国会通过《肉类检验法》，消除猪肉质量不佳的指控。总统与农业部长耶利米·麦克莱恩·鲁斯克（Jeremiah McLain Rusk）携手威胁报复德国，禁运该国急需的甜菜糖。1891年9月，德国已经让步，丹麦、法国和奥匈帝国紧随其后。

#### 阿留申群岛和智利危机
哈里森上任后遇到的第一次国际危机是阿拉斯加州海岸捕鱼权争端。加拿大声称有权在阿留申群島许多岛屿周边捕鱼和海豹，此举违反美国法律，美國海軍扣押许多加拿大船只。1891年，联邦政府开始与英国谈判，之后经过国际仲裁达成捕鱼权妥协，英国政府在1898年赔款。
1891年，巴尔的摩号危机（Baltimore crisis）爆发，事件起因是美国驻智利大使帕特里克·伊根（Patrick Egan）在1891年智利内战期间向智利公民提供庇护。伊根是态度激进的爱尔兰移民，此举完全是他个人想要动摇英国对智利的影响。19世纪80年代初的硝石战争结束后，智利就和美国关系紧张，伊根的做法更是火上浇油。

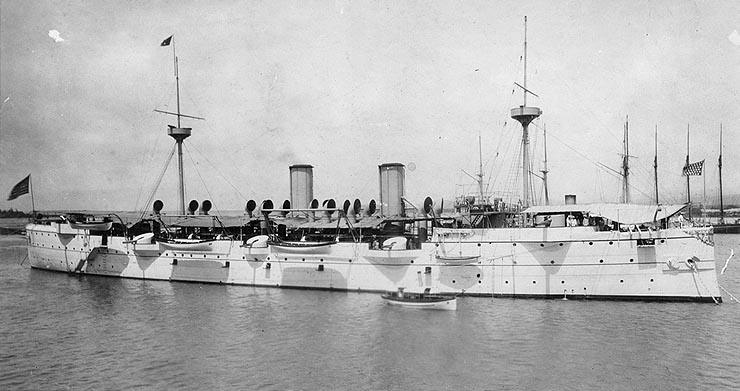
巴尔的摩号（图）海员遇袭，引发1891年智利危机

巴尔的摩号巡洋舰的海员到瓦尔帕莱索上岸休假后遇袭，斗欧导致两名美国海员丧生，三十余人被捕。巴尔的摩号舰长温菲尔德·施利（Winfield Schley）根据海员伤势断定，他们是在没有挑衅的情况下遭智利警察刺刀袭击。布莱恩因病无法处理，哈里森起草赔偿要求。智利外交部长曼努埃尔·马塔（Manuel Matta）在回复中称哈里森“蓄意歪曲事实”，还称智利政府会按刑事案件处理此事。
局势逐渐升级到战争边缘，哈里森扬言智利不以适当方式向美国道歉就断绝外交关系，还称局势已经严重到“考验爱国情怀”的程度：“如果不想美国的尊严、威信和影响付诸东流，我们就必须保护所有在外国港口升起美国旗帜的人”。海军进入高度备战状态。布莱恩康复后未经哈里森同意短暂向智利政府提议和解，但很快就转变立场，要求智利无条件退让并道歉。智利最终让步，战争得以避免。西奥多·罗斯福后来称赞哈里森以“大棒”处理危机。

#### 吞并夏威夷
夏威夷王国发生政变推翻利留卡拉尼女王，以桑福德·多爾为首的新政府呈请加入美国联邦。哈里森有意在夏威夷扩大美国的影响，并在珍珠港建立海军基地，但此前没有表态是否支持吞并夏威夷群岛。美国驻夏威夷领事约翰·史蒂文斯（John L. Stevens）于1893年正式承认新政府，并将其诉求转送哥伦比亚特区。2月14日，哈里森在离任不到一个月时签署条约，并于次日递交参议院。但是参议院没有及时行动，克利夫兰上任后不久撤回条约。

### 内阁

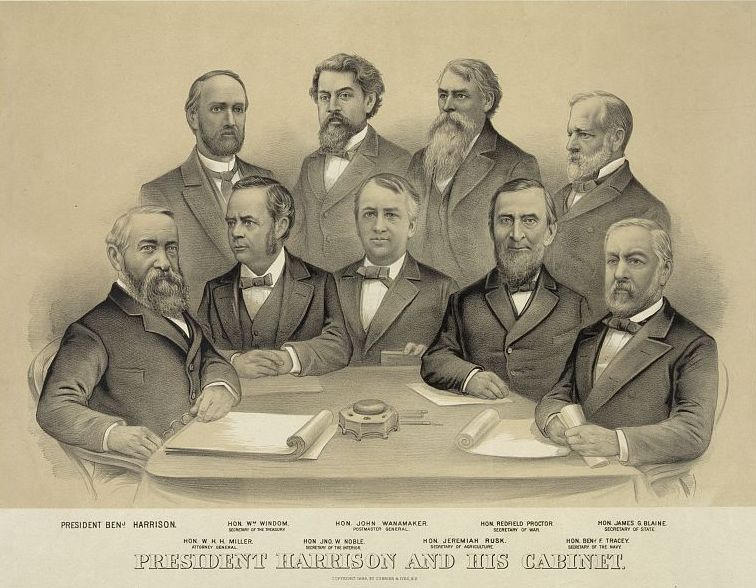
1889年哈里森内阁
前排从左至右：哈里森、威廉·温德姆、约翰·沃纳梅克、雷德菲尔德·普罗克特、詹姆斯·G·布莱恩
后排从左至右：威廉·米勒、约翰·威洛克·诺布尔、耶利米·麦克莱恩·鲁斯克、本杰明·特雷西

### 司法任命

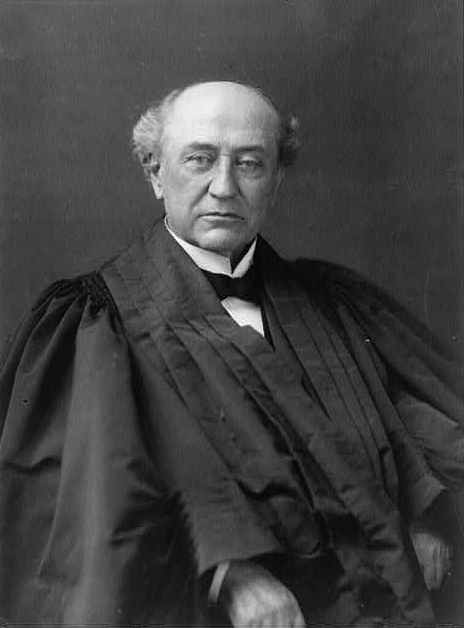
哈里森共任命四位联邦最高法院大法官，包括戴维·乔西亚·布鲁尔

哈里森共任命四名美國最高法院大法官，第一位戴维·乔西亚·布鲁尔（David Josiah Brewer）曾是联邦第八巡回上诉法院法官，还是斯蒂芬·约翰逊·菲尔德（Stephen Johnson Field）大法官的外甥，哈里森曾考虑请他进入内阁。布鲁尔获提名后不久，斯坦利·马修斯（Stanley Matthews）大法官去世，哈里森于是提名密歇根州法官、海事法专家亨利·比林斯·布朗（Henry Billings Brown）。此前首次有机会提名大法官时哈里森就曾考虑布朗，但布鲁尔最终入选。1892年，最高法院再次出缺，哈里森提名已是花甲之年的乔治·希拉斯（George Shiras）继任引起争议。除年龄外，宾夕法尼亚州参议员马修·奎伊还出于派系争斗反对希拉斯上任，但提名最终仍然通过。卸任前不久，哈里森提名豪威尔·埃德蒙兹·杰克逊（Howell Edmunds Jackson）取代1893年1月去世的卢修斯·昆图斯·辛辛那提斯·拉马尔（Lucius Quintus Cincinnatus Lamar）。杰克逊是田纳西州极具名望的民主党人，与哈里森关系友好。总统深知参议院即将落入民主党之手，所以提名杰克逊确保通过。不过，杰克逊上任仅两年便去世。
除最高法院大法官外，哈里森还任命十名联邦上诉法院法官、两名巡回法院法官和26名地区法院法官。

### 加入联邦的新州
哈里森在任期间，共六个新州加入联邦，比其他总统都多：
- 北达科他州：1889年11月2日
- 南达科他州：1889年11月2日
- 蒙大拿州：1889年11月8日
- 华盛顿州：1889年11月11日
- 爱达荷州：1890年7月3日
- 怀俄明州：1890年7月10日

### 旅行度假
1889年4月30日，乔治·华盛顿就职总统一百周年盛大纪念活动在纽约举行，哈里森出席并在讲话中表示：“华盛顿虽然严肃，但一直令我们深受鼓舞。身为职责的化身他今天教导我们：只有真心诚意奉献职责，才有可能在一个世纪后还有活动纪念，只顾自我追求的人不会有公共或周年纪念活动。”
哈里森经常携夫人离开首都旅行，目的地包括费城、新英格兰、印第安纳波利斯和芝加哥，沿途通常还会演讲。他在面对大量听众时演讲表现最好，对偏向私密的环境不太适应。担任总统期间他最著名的旅程是1891年春乘坐豪华装修火车前往西部巡游五周。他还喜欢离开首都短途旅行，大多是在弗吉尼亚州或马里兰州打猎。
哥伦比亚特区的夏季非常炎热，哈里森夫妇有时会到马里兰州加勒特縣迪尔帕克（Deer Park）和新泽西州开普梅波因特避暑。1890年，约翰·沃纳梅克与费城友人买下开普梅波因特的度假别墅送给第一夫人。哈里森一个月后付给沃纳梅克一万美元，但他的反对者仍然极力渲染，大肆抨击总统夫妇。

### 1892年大选

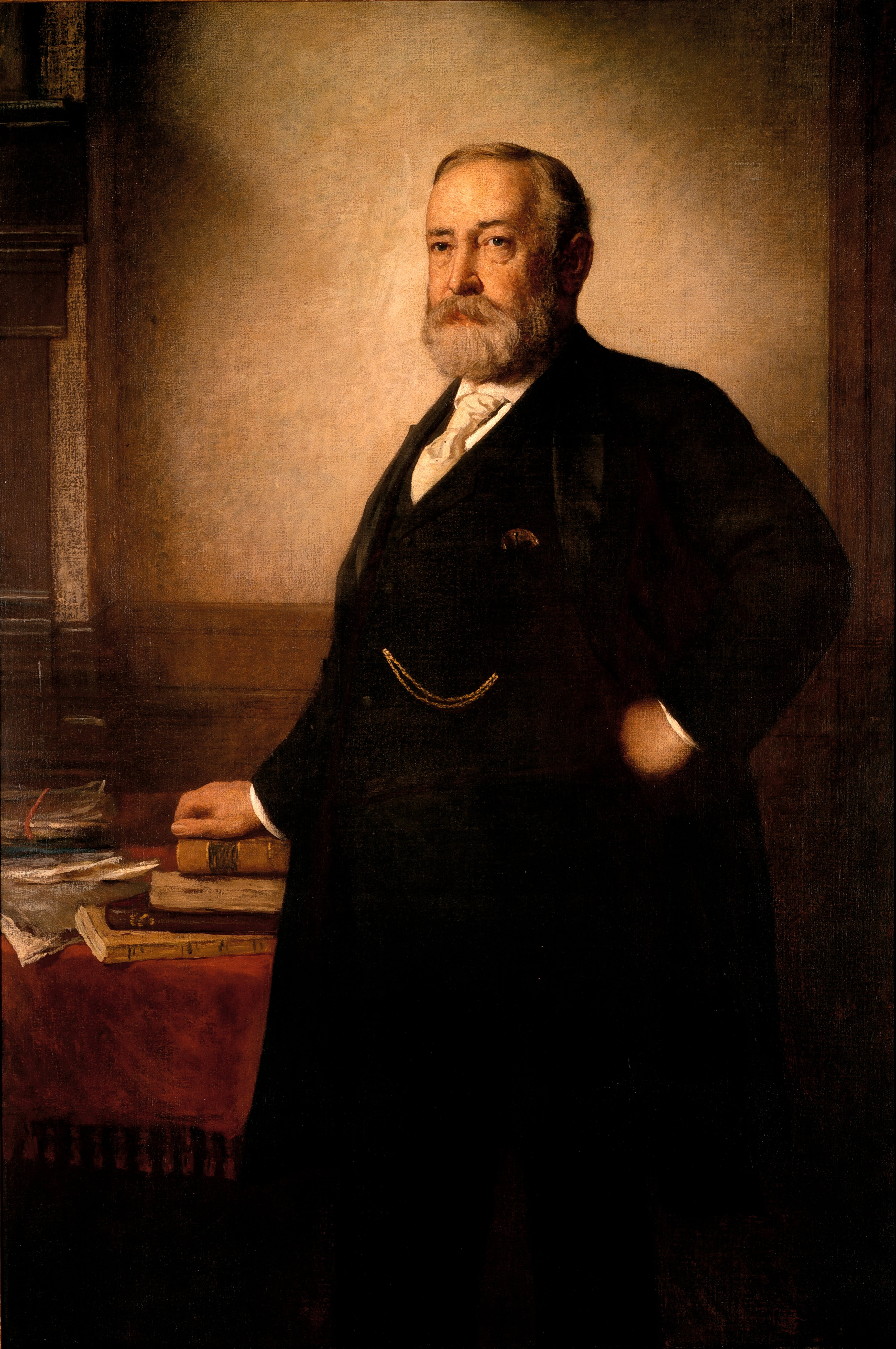
本杰明·哈里森的白宫正式肖像，伊士曼·约翰逊绘

美国经济形势恶化，国库盈余消失，为1893年恐慌埋下伏笔。1890年的国会选举结果对共和党不利，哈里森在立法事务上虽有共和党议员配合，但许多党派高层对他任命行政官员时不考虑他们的要求非常不满，不愿再支持总统本人。托马斯·普拉特（Thomas C. Platt）、马修·奎伊、托马斯·布雷克特·里德（Thomas B. Reed）和詹姆斯·克拉克森私下建立组织，力求促使党派抛弃哈里森。他们争取布莱恩的支持未果，哈里森得知后决定竞选连任。在他看来根本别无选择，要么轰烈一战，要么从此背负政治懦夫的恶名。
显然，哈里森不可能获一致推举拿下提名。许多对总统不满的人坚持推举身体不便的布莱恩，但他已在1892年2月宣布不会参选。部分党派领导人仍希望布莱恩加入，特别是在他于六月初辞去国务卿职位时。1892年共和党全国大会在明尼阿波利斯举行，虽有许多反对，但哈里森仍在首轮投票胜出。
民主党再次提名前总统克利夫兰，1892年大选变成四年前选举的重赛。关税导致过去四年进口商品价格飞涨，许多选民因此转投改革阵营。西部传统上是共和党票仓，但大批选民改为支持新生党派人民党候选人詹姆斯·B·韦弗。韦弗承诺自由铸造银币、丰厚的退伍军人养老金和八小时工作制。霍姆斯特德炼钢厂工人罢工期间，联邦政府虽然自始至终没有采取军事手段，但工人和民兵仍然发生冲突，这同样对共和党不利。
卡罗琳从1892年初开始肺结核病重，并在10月25日撒手人寰，此时距大选仅剩两周，女儿玛丽在母亲死后暂代第一夫人职责。卡罗琳病情严重，两党候选人又都曾入主白宫，所以竞选活动趋于低调，两人都没有积极投身竞选。
克利夫兰最终以277张选举人票战胜145票的哈里森，普选票也以555万3898票超过哈里森的519万零799票，是20年来差距最大的总统选举结果。哈里森是首位由同一人作为其前任和继任者的美国总统：第二位是喬·拜登。

## 卸任和去世

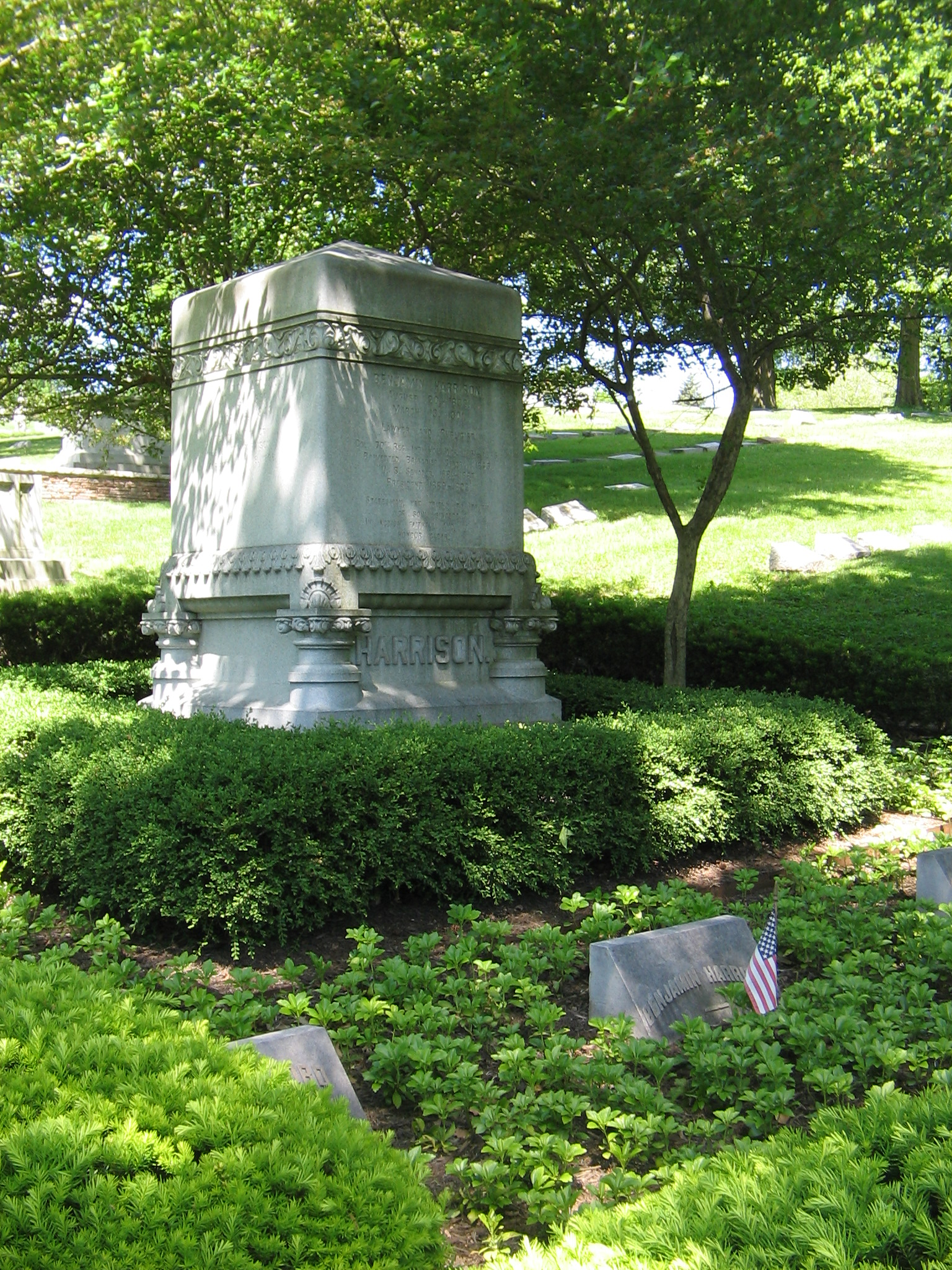
位于印第安纳波利斯的哈里森总统及两位夫人墓地

1893年6月，无官一身轻的哈里森到访芝加哥哥伦布纪念博览会，博览会结束后返回印第安纳波利斯故居。他曾于1882年入选美国忠诚军团军事教团，下台后在1893年5月3日当选俄亥俄司令部司令。1894年，哈里森有几个月在斯坦福大学教授法律并住在旧金山。1896年，部分党内友人想请哈里森再度出山竞选总统，但他没有接受，而是周游全国参加活动并发表演说，支持威廉·麦金莱竞选总统。
1895年7月至1901年3月，哈里森在普渡大學董事会任职，该校宿舍命名哈里森礼堂向他致敬。他以自身总统任期和联邦政府为素材创作大量文章，后收入书籍《我们的国家》（This Country of Ours）并于1897年出版。1896年，62岁的哈里森续弦迎娶前妻37岁的前秘书兼外甥女玛丽·斯科特·洛德·迪米克（Mary Scott Lord Dimmick）。哈里森的儿子罗素此时41岁，女儿玛丽也已38岁，两人都不赞成父亲老牛吃嫩草，甚至没有出席婚礼。本杰明与玛丽的女儿伊丽莎白（Elizabeth）于1897年2月21日出生。
1898年，哈里森受委内瑞拉共和国委托与英国谈判英属圭亚那边境争端。双方同意诉诸国际审判，哈里森递交800页文件并前往巴黎，代表委内瑞拉出庭辩论超过25小时。判决结果对委内瑞拉不利，但法庭辩论仍让哈里森享誉国际。

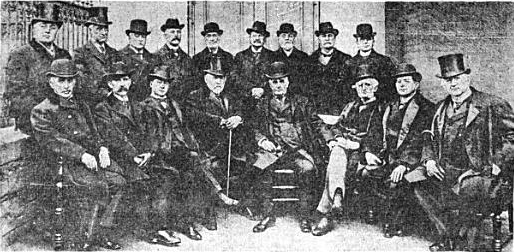
长老宗大会信条修订特别委员会，本杰明·哈里森也在其中

哈里森积极参与长老会事务，曾任印第安纳波利斯第一长老会教堂长老并入选长老宗大会信条修订特别委员会，但尚未在会上投票便与世长辞。
哈里森于1901年2月患病，估计很可能是流感，吸入蒸汽和氧气的治疗方案令病情加情。1901年3月13日，本杰明·哈里森在印第安纳波利斯的家中死于肺炎，享年67岁，遗体葬于该市克朗山公墓（Crown Hill Cemetery），身边是前妻卡罗琳，玛丽·迪米克·哈里森1948年去世后也葬在他身旁。

## 历史评价和纪念
历史学家查尔斯·卡尔霍恩（Charles Calhoun）认为，哈里森在首创发托拉斯法、货币政策和关税领域贡献巨大。许多历史学家把哈里森任内的外交政策或举措归功于国务聊布莱恩，但卡尔霍恩指出，哈里森在赢得贸易谈判、建立强大海军、海外扩张，以及奉行门罗主义强调美国在西半球的主导地位期间作用更大。卡尔霍恩认为，哈里森的主要劣势在于公众和共和党基层实际上没有做好准备应对上述重大举措。民主党人通过抨击共和党的主要立法（特别是麦金莱关税）取得1890年国会选举全面胜利，麦金莱也在竞选连任时落败，这主要是因为关税提升导致美国平头百姓生活成本提高。
历史学家哈尔·威廉姆斯（R. Hal Williams）认为，哈里森“无论私人还是公职方面品行都享有盛誉”。虽有民主党人严密审查，但哈里森下台后声誉基本未受影响。哈里森执政期间，国会也由自家党派把控，这给予他19世纪绝大多数总统没有的优势，行政部门在他的领导下积极推行共和党方针，如提升关税、适度控制企业、保护非裔美国人投票权、丰厚的内战军人养老金、在极具争议的金银复本位问题上达成妥协等。历史学家从未“认真质疑哈里森本人及其政府的诚信”。
1893年恐慌过后，已经退休的哈里森名望进一步提升。历史学家对他缺乏关注，而且“同时代的记载都错误地以为他无足轻重”。近来，
历史学家已经承认哈里森及其政府在19世纪末的新外交政策中作用举足轻重。哈里森政府在整个西半球都面临挑战，太平洋事务及与欧洲强国的关系在21世纪根本不成问题，但在当时却远非如此。
哈里森的总统任期虽然属于19世纪，但他为威廉·麦金莱任内开始的现代美国总统任期“指明道路”。两党通过再由哈里森签署颁布的《舍曼反垄断法》持续生效至今，是第51届国会最重要的立法。哈里森支持非裔美国人投票和教育权利的呼声沦为空谷足音后，美国直到20世纪30年代才再度重视保护公民权利。西奥多·罗斯福等政治家都曾效仿哈里森坚韧的外交立场。

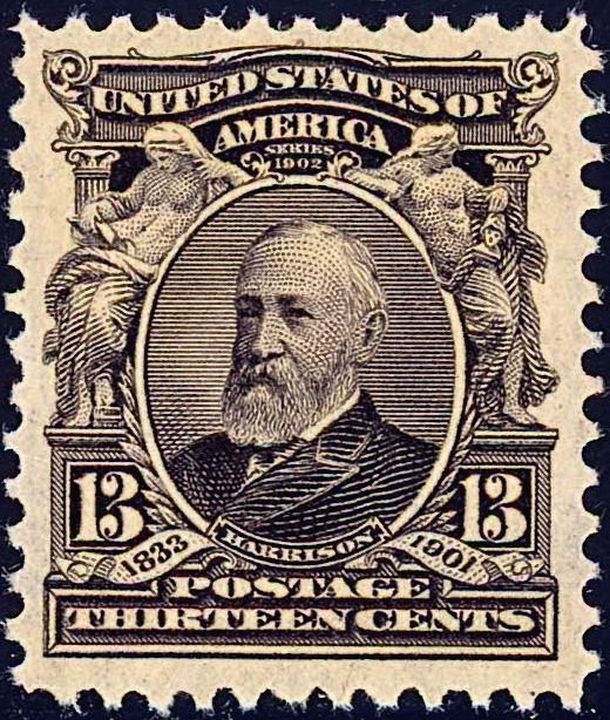
1902年发行的哈里森纪念邮票

美国已经发行六款邮票纪念哈里森，比其他总统都多。其中第一种于1902年11月18日面世，邮票上的肖像是根据他遗孀提供的照片刻版。1902年开始发行的第三期五美元国家银行票据上有哈里森肖像。2012年，美国铸币局推出带有哈里森形象的总统1美元硬币。
1908年，查尔斯·尼豪斯（Charles Niehaus）和亨利·培根（Henry Bacon）创作的本杰明·哈里森纪念雕像在印第安納波利斯揭幕，纪念哈里森一生在军政领域取得的成就。雕像位于大学公园南部边缘，面朝纽约大道另一边的伯奇·贝赫联邦大厦和美国法院（Birch Bayh Federal Building and United States Courthouse）。
哈里森故居曾于1937至1950年作为音乐学府宿舍，1951年改建成图书馆和博物馆向公众开放，再于1964年成为美国历史地标。
1906年，西奥多·罗斯福为印第安纳波利斯东北郊区劳伦斯的军事要塞命名本杰明·哈里森堡。联邦政府1991年停用该要塞，后于1995年把其中约688公顷土地移交印第安纳州政府，建成哈里森堡州立公园。
1931年，哈里森的母校迈阿密大学将富兰克林礼堂更名哈里森礼堂，后于1960年重建新楼，名称不变，是该校政治科学系所在地。1966年，普渡大學将高八层，共400个房间的宿舍楼定名哈里森礼堂。

### 脚注
1. ↑  Bruce & Stanard 1894，第229頁.
2. ↑  Calhoun 2005，第7–8頁.
3. ↑  Barnhart & Riker 1971，第315頁.
4. ↑  Owens 2007，第6頁.
5. ↑  Calhoun 2005，第8頁.
6. ↑  Calhoun 2005，第9頁.
7. ↑  Sievers 1968，v. 1, pp. 21–23.
8. ↑  Boomhower 2000，第49頁.
9. ↑  Sievers 1968，第22–23頁，v. 1.
10. ↑  Calhoun 2005，第10頁.
11. ↑  Sievers 1968，第24–29頁，v. 1.
12. ↑  Sievers 1968，第29–30頁，v. 1.
13. ↑  Wallace 1888，第53頁.
14. ↑  Calhoun 2005，第11, 15頁.
15. ↑  Moore & Hale 2006，第21–23頁.
16. ↑  Sievers 1968，v. 1, p. 58.
17. ↑  About Delta Chi & UMass Amherst.
18. ↑  ΔΧ & The Delta Chi Fraternity at Coastal Carolina University.
19. 1 2  Calhoun 2005，第23頁.
20. ↑  Calhoun 2005，第10–11頁.
21. ↑  Sievers 1968，v. 1, pp. 31–34.
22. ↑  Wallace 1888，第58頁.
23. ↑  Calhoun 2005，第11–12, 15–15, 23頁.
24. 1 2  Calhoun 2005，第27, 29頁.
25. ↑  Benjamin Harrison: Life Before the Presidency & Allan B. Spetter.
26. ↑  Calhoun 2005，第26頁.
27. 1 2 3 4 5  Gugin & St. Clair 2015，第159頁.
28. ↑  Cowen, Nichols Jr. & Bennett 1978，第p=92頁.
29. ↑  Calhoun 2005，第22頁.
30. ↑  Socolofsky & Spetter 1987，第7頁.
31. ↑  Calhoun 2005，第18頁.
32. ↑  Moore & Hale 2006，第29頁.
33. 1 2  Boomhower 2000，第50頁.
34. 1 2  Calhoun 2005，第28頁.
35. ↑  Sievers 1968，v. 1, p. 105.
36. ↑  Sievers 1968，第171頁，v. 1.
37. ↑  Calhoun 2005，第20頁.
38. ↑  Wallace 1888，第180頁.
39. ↑  Calhoun 2005，第34頁.
40. ↑  Wallace 1888，第180–181頁.
41. ↑  Calhoun 2005，第21–23, 41, 44頁.
42. ↑  Terrell 1865，第639–640頁.
43. 1 2  Calhoun 2005，第36–44頁.
44. 1 2  Wallace 1888，第209–225頁.
45. ↑  Eicher & Eicher 2001，第747頁.
46. ↑  Calhoun 2005，第19頁.
47. ↑  Kinzer 1977，第146–147頁.
48. ↑  任东来 2018，第111頁.
49. ↑  Bodenhamer & Barrows 1994，第444–445頁.
50. ↑  Ex parte Milligan, 71 U.S. 2 (1866).
51. ↑  任东来 2018，第118頁.
52. ↑  Sharp 2003，第46–47頁.
53. 1 2  Nolan 1987，第45–46頁.
54. 1 2  Klement 1984，第237頁.
55. ↑  Wallace 1888，第93–94, 119頁.
56. ↑  任东来 2018，第121頁.
57. ↑  Calhoun 2005，第27–28頁.
58. 1 2 3 4 5  Socolofsky & Spetter 1987，第8頁.
59. ↑  Moore & Hale 2006，第28頁.
60. ↑  Calhoun 2005，第29頁.
61. ↑  Calhoun 2005，第30頁.
62. ↑  Calhoun 2005，第32頁.
63. ↑  Kinzer 1977，第148頁.
64. ↑  Wallace 1888，第266頁.
65. ↑  Calhoun 2005，第32 & 58頁.
66. ↑  Foner 2002，第584頁.
67. ↑  Calhoun 2005，第33–34頁.
68. ↑  Calhoun 2005，第35–36頁.
69. ↑  Calhoun 2005，第36頁.
70. ↑  Calhoun 2005，第37頁.
71. ↑  Calhoun 2005，第60頁.
72. ↑  Wallace 1888，第265–267頁.
73. ↑  Calhoun 2005，第59頁.
74. ↑  Calhoun 2005，第39頁.
75. ↑  Calhoun 2005，第39–40頁.
76. ↑  Calhoun 2005，第40頁.
77. ↑  Calhoun 2005，第41–42頁.
78. ↑  Calhoun 2005，第42頁.
79. ↑  Calhoun 2005，第43–44頁.
80. ↑  Moore & Hale 2006，第66頁.
81. ↑  Calhoun 2005，第45–46頁.
82. 1 2  Calhoun 2005，第47頁.
83. ↑  Calhoun 2005，第50頁.
84. ↑  Calhoun 2005，第51–52頁.
85. ↑  Wallace 1888，第271頁.
86. ↑  Socolofsky & Spetter 1987，第9頁.
87. ↑  Socolofsky & Spetter 1987，第11頁.
88. ↑  Socolofsky & Spetter 1987，第10頁.
89. ↑  Calhoun 2005，第43頁.
90. 1 2  Socolofsky & Spetter 1987，第13頁.
91. ↑  Calhoun 2005，第57頁.
92. ↑  1888 Presidential General Election Results & Leip.
93. 1 2  Williams 1974，第191–192頁.
94. ↑  Calhoun 2005，第55, 60頁.
95. ↑  Calhoun 2005，第47–54頁.
96. ↑  Socolofsky & Spetter 1987，第14頁.
97. ↑  Socolofsky & Spetter 1987，第1–2頁.
98. ↑  Socolofsky & Spetter 1987，第3頁.
99. ↑  Profiles of U.S. Presidents.
100. ↑  Socolofsky & Spetter 1987，第5–6頁.
101. ↑  Socolofsky & Spetter 1987，第83頁.
102. ↑  Socolofsky & Spetter 1987，第20–22頁.
103. ↑  Socolofsky & Spetter 1987，第33頁.
104. ↑  Socolofsky & Spetter 1987，第20頁.
105. ↑  Socolofsky & Spetter 1987，第22–30頁.
106. ↑  Socolofsky & Spetter 1987，第85頁.
107. ↑  Williams 1974，第194頁.
108. ↑  Socolofsky & Spetter 1987，第32頁.
109. ↑  Socolofsky & Spetter 1987，第32–36頁.
110. ↑  Moore & Hale 2006，第83, 86頁.
111. ↑  Socolofsky & Spetter 1987，第39–41頁.
112. ↑  Socolofsky & Spetter 1987，第36–37頁.
113. ↑  Calhoun 2005，第72–73頁.
114. ↑  Williams 1974，第193頁.
115. 1 2  Socolofsky & Spetter 1987，第34–36頁.
116. ↑  Williams 1974，第193–194頁.
117. 1 2 3  Socolofsky & Spetter 1987，第51頁.
118. ↑  Socolofsky & Spetter 1987，第49頁.
119. 1 2  Calhoun 2005，第100–104頁.
120. 1 2  Socolofsky & Spetter 1987，第51–52頁.
121. 1 2  Socolofsky & Spetter 1987，第53頁.
122. ↑  Calhoun 2005，第92–93頁.
123. 1 2  Socolofsky & Spetter 1987，第54頁.
124. 1 2  Calhoun 2005，第94頁.
125. 1 2  Calhoun 2005，第94–95頁.
126. ↑  Socolofsky & Spetter 1987，第55–59頁.
127. ↑  Socolofsky & Spetter 1987，第56–57頁.
128. 1 2  Socolofsky & Spetter 1987，第58頁.
129. 1 2  Calhoun 2005，第96頁.
130. ↑  Socolofsky & Spetter 1987，第59頁.
131. ↑  Socolofsky & Spetter 1987，第60頁.
132. 1 2  Calhoun 2005，第89–90頁.
133. 1 2  Wilson 2005，第32–33頁.
134. ↑  Socolofsky & Spetter 1987，第62頁.
135. ↑  Socolofsky & Spetter 1987，第65–67頁.
136. ↑  Smith 2003，第170頁.
137. ↑  Socolofsky & Spetter 1987，第71頁.
138. ↑  Socolofsky & Spetter 1987，第72頁.
139. ↑  The President & Benjamin Harrison Presidential Site.
140. 1 2  Socolofsky & Spetter 1987，第106頁.
141. 1 2  Moore & Hale 2006，第121–122頁.
142. ↑  Socolofsky & Spetter 1987，第106–107頁.
143. ↑  Socolofsky & Spetter 1987，第92頁.
144. ↑  Calhoun 2005，第112–114頁.
145. ↑  Stuart 1977，第452–454頁.
146. ↑  Benjamin Harrison, Twenty-third President, 1889-1893 & Vincent Voice Library.
147. ↑  Moore & Hale 2006，第96頁.
148. ↑  Socolofsky & Spetter 1987，第97頁.
149. ↑  Socolofsky & Spetter 1987，第102頁.
150. ↑  Calhoun 2005，第74–76頁.
151. ↑  Calhoun 2005，第119–121頁.
152. ↑  Moore & Hale 2006，第108頁.
153. ↑  Socolofsky & Spetter 1987，第117–120頁.
154. ↑  Socolofsky & Spetter 1987，第126–128頁.
155. ↑  Socolofsky & Spetter 1987，第115–116頁.
156. ↑  Socolofsky & Spetter 1987，第131–136頁.
157. ↑  Socolofsky & Spetter 1987，第137–138頁.
158. ↑  Moore & Hale 2006，第135–136頁.
159. ↑  Socolofsky & Spetter 1987，第139–143頁.
160. ↑  Socolofsky & Spetter 1987，第146頁.
161. ↑  Calhoun 2005，第127頁.
162. 1 2  Calhoun 2005，第128–129頁.
163. 1 2  Socolofsky & Spetter 1987，第147–149頁.
164. ↑  Socolofsky & Spetter 1987，第151頁.
165. ↑  Moore & Hale 2006，第134頁.
166. ↑  Socolofsky & Spetter 1987，第150–151頁.
167. 1 2  Socolofsky & Spetter 1987，第204–205頁.
168. ↑  Calhoun 2005，第125–126頁.
169. ↑  Calhoun 2005，第132頁.
170. ↑  Moore & Hale 2006，第147頁.
171. ↑  Socolofsky & Spetter 1987，第188–190頁.
172. ↑  Biographical Directory of Article III Federal Judges, 1789-present & Federal Judicial Center.
173. ↑  Socolofsky & Spetter 1987，第44–45頁.
174. ↑  Socolofsky & Spetter 1987，第160頁.
175. ↑  Socolofsky & Spetter 1987，第157頁.
176. ↑  Socolofsky & Spetter 1987，第171頁.
177. ↑  Socolofsky & Spetter 1987，第166頁.
178. ↑  Socolofsky & Spetter 1987，第168頁.
179. ↑  Calhoun 2005，第107, 126–127頁.
180. ↑  Socolofsky & Spetter 1987，第81頁.
181. 1 2  Calhoun 2005，第134–137頁.
182. ↑  Calhoun 2005，第138–139頁.
183. ↑  Calhoun 2005，第140–141頁.
184. ↑  Calhoun 2005，第147–150頁.
185. ↑  Calhoun 2005，第145–147頁.
186. ↑  Calhoun 2005，第149頁.
187. ↑  Socolofsky & Spetter 1987，第198–199頁.
188. ↑  1892 Presidential General Election Results & Leip.
189. ↑  Socolofsky & Spetter 1987，第199頁.
190. 1 2  Moore & Hale 2006，第150頁.
191. ↑  Calhoun 2005，第158頁.
192. ↑  Calhoun 2005，第160–161頁.
193. ↑  Harrison 1897.
194. ↑  Moore & Hale 2006，第153頁.
195. ↑  Moore & Hale 2006，第155頁.
196. ↑  Calhoun 2005，第160–163頁.
197. ↑  Benjamin Harrison & Benjamin Harrison Presidential Site.
198. ↑  Ringenberg 1986，第175–189頁.
199. ↑  Benjamin Harrison's Obituary & The New York Times.
200. ↑  Peter Roberts.
201. ↑  Moore & Hale 2006，第156頁.
202. ↑  Calhoun 2005.
203. ↑  Calhoun 2002，第225–257頁.
204. ↑  Williams 1974，第191頁.
205. ↑  Calhoun 2005，第6頁.
206. 1 2  Socolofsky & Spetter 1987，第x頁.
207. ↑  Calhoun 2005，第166頁.
208. ↑  Batten 2010，第209頁.
209. ↑  Brody 2006.
210. ↑  Hudgeons & Hudgeons 2000，第116–117頁.
211. ↑  Benjamin Harrison Presidential $1 Coin & United States Mint.
212. ↑  Benjamin Harrison Statue & State of Indiana.
213. ↑  Greiff 2005，第173頁.
214. ↑  Benjamin Harrison Home & National Park Service.
215. ↑  President Benjamin Harrison Foundation.
216. ↑  Conn 2007，第94頁.
217. ↑  Harrison Hall History & Purdue University.

### 网页
- . UMass Amherst.   [2019-12-22]. （原始内容存档于2019-12-22）.
- . The Delta Chi Fraternity at Coastal Carolina University.   [2013-08-23]. （原始内容存档于2013-08-23）.
- Allan B. Spetter. . Miller Center. University of Virginia.   [2020-11-02]. （原始内容存档于2020-10-22）.
- . Supreme Court of the United States.   [2020-11-02]. （原始内容存档于2020-10-31） –Justia.
- Leip, Dave. . Dave Leip's Atlas of U.S. Presidential Elections.   [2020-11-03]. （原始内容存档于2015-09-28）.
- . Profiles of U.S. Presidents. Advameg.   [2020-11-03]. （原始内容存档于2020-07-29）.
- . Benjamin Harrison Presidential Site.   [2020-11-04]. （原始内容存档于2018-03-13）.
- . Vincent Voice Library.   [2008-05-09]. （原始内容存档于2008-05-09）.
- . Washington, DC: Federal Judicial Center.   [2020-11-04]. （原始内容存档于2021-03-06）.在左边点击（提名/确认/委任），再在展开的项目中选择（任命总统），然后选中复选框（本杰明·哈里森）后点击下方的（搜索）按钮。
- Leip, Dave. . Dave Leip's Atlas of U.S. Presidential Elections.   [2020-11-04]. （原始内容存档于2015-09-30）.
- . Benjamin Harrison Presidential Site.   [2020-11-04]. （原始内容存档于2020-08-06）.
- Peter Roberts. . God & Country.   [2020-11-05]. （原始内容存档于2020-07-26）.
- . The New York Times.   [2020-11-05]. （原始内容存档于2018-02-17）.
- Brody, Roger S. . National Postal Museum. 2006-05-16  [2013-05-14]. （原始内容存档于2013-05-14）.</ref>
- . United States Mint.   [2020-11-05]. （原始内容存档于2020-10-17）.
- . IN.gov. State of Indiana.   [2020-11-05]. （原始内容存档于2020-10-29）.
- . President Benjamin Harrison Foundation.   [2011-07-26]. （原始内容存档于2011-07-26）.
- . National Park Service.   [2020-11-05]. （原始内容存档于2020-11-01）.
- . Purdue University.   [2020-11-05]. （原始内容存档于2020-07-26）.

## 扩展阅读
- Adleson, Bruce. . Twenty-First Century Books. 2006  [2020-11-01]. ISBN 978-0-8225-1497-8. （原始内容存档于2021-01-03）.
- Bourdon, Jeffrey Normand.  (PDF). Indiana Magazine of History. 2014-09, 110 (3): 246–269  [2020-11-01]. （原始内容存档于2020-07-27）.
- Calhoun, Charles W. . Indiana Magazine of History. 1988.
- Rhodes, James Ford. . Macmillan & Co., Ltd. 1919  [2020-11-02].
- Gallagher, Douglas Steven. . White House Studies (Nova Science Publishers). 2002, 2 (4): 395–414  [2020-11-02]. （原始内容存档于2021-01-03）.
- Dewey, Davis Rich. . Harper & Brothers. 1906  [2020-11-02]. （原始内容存档于2021-01-03）.
- Morgan, Howard Wayne. . Syracuse University Press. 1969  [2020-11-02]. （原始内容存档于2021-01-03）.
- Harrison, Benjamin. Harrison, Mary Lord , 编. . Indianapolis, Indiana: Bowen-Merrill Co. 1901  [2020-11-04].
- Debs, Eugene V. . Terre Haute Weekly Gazette. 1888-11-01: 1, 4  [2020-11-05].
- Harrison, Benjamin. Charles Hedges , 编. . United States Book Company. 1892  [2020-11-05]. （原始内容存档于2021-01-03）.
- Albert T. Volwiler (编). . Journal of American History (Philadelphia: American Philosophical Society). 1941-03-01, 27 (4): 656–657  [2020-11-05]. （原始内容存档于2021-01-03）.